# 臺北市道路列表
臺北市道路列表除列出臺北市境內道路外，並說明道路命名、分段等原則。

## 市區主要道路系統

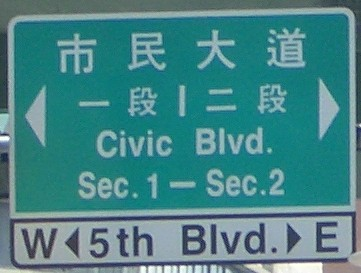
市民大道的路名標誌，最下方為道路序號（5th Blvd.）

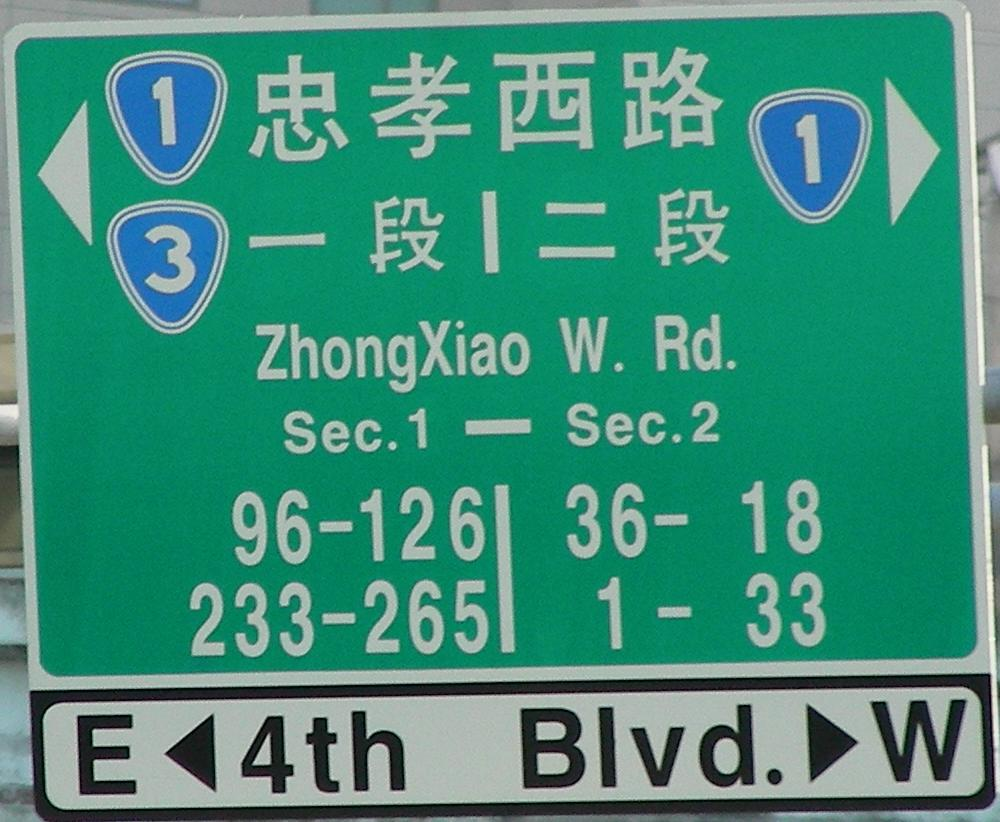
台北市試辦中之新式路名標誌，加註省道編號與鄰近門牌號碼。

臺北市政府為了符合國際化與使外籍人士易於辨認，在不影響原有道路名稱功能下於2000年依道路南北、東西走向依序加掛英文序號附牌，並標示方向與幹道。除臺北外，僅有臺南市有類似編號系統。
臺北市東西向主要道路分為10條大道（Boulevard，簡寫Blvd.），南北向主要道路分為14條大街（簡寫Ave.）。

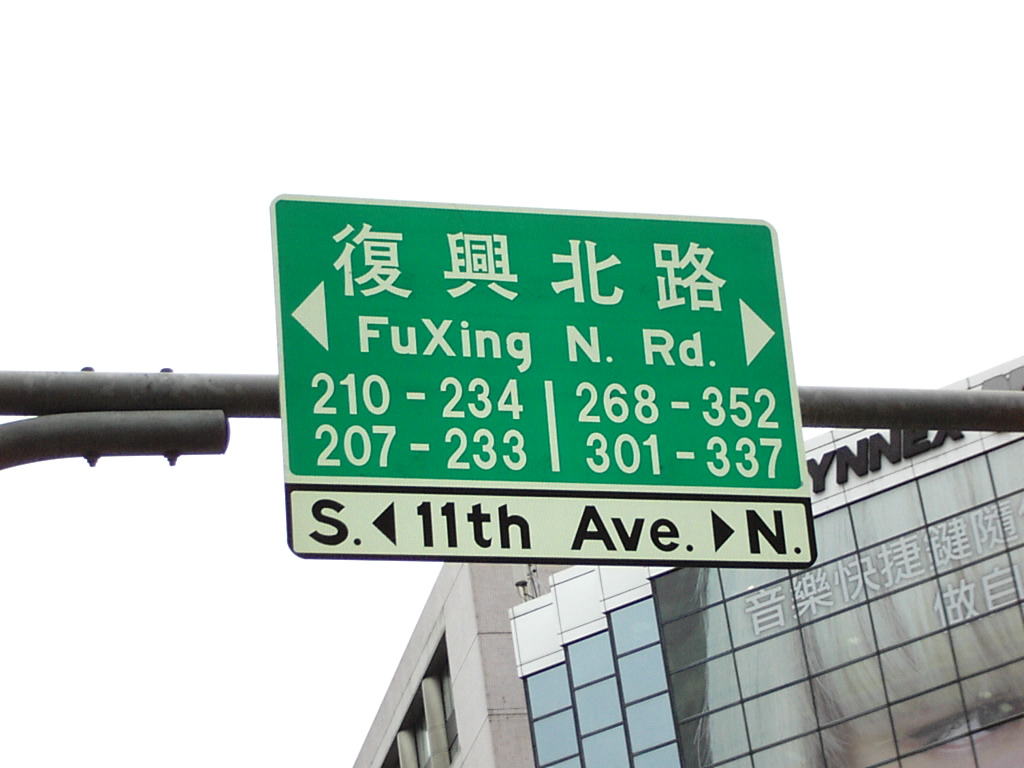
復興北路的路標牌，與其他道路的路標牌多了門牌識別號及英文序號附牌

英文序號之所以大街由西面編起，大道由南面編起，係考量西邊淡水河、南邊為文山區四獸山，未來比較沒有增加新道路序號的必要。
最早的規劃中，第二大街是包括塔城街，且第五大街是包括館前路，而第六大街尚包括羅斯福路。值得注意的是，因為道路規劃的問題，第九大街包含了一小段的新生北路（八德路─渭水路段）。這些是與原先規劃不同的地方。
本系統本意雖是幫助外籍人士辨認方位，但因為郊區道路多半沒有編列序號，加上成效不及當初的規劃，反而容易造成外籍人士困擾，因此本系統僅作為參考之用。郝龍斌市長主政時期已廢止此系統，因此新製路牌下方不再加掛英文序號附牌，惟舊設者不予拆除。
| 南北向主要道路             | 南北向主要道路 | 南北向主要道路 |
| 路名                       | 序號           | 中譯           |
| -------------------------- | -------------- | -------------- |
| 環河南路↔環河北路          | 1st Ave.       | 第一大街       |
| 中華路                     | 2nd Ave.       | 第二大街       |
| 延平南路↔延平北路          | 3rd Ave.       | 第三大街       |
| 重慶南路↔重慶北路          | 4th Ave.       | 第四大街       |
| 承德路                     | 5th Ave.       | 第五大街       |
| 中山南路↔中山北路          | 6th Ave.       | 第六大街       |
| 林森南路↔林森北路          | 7th Ave.       | 第七大街       |
| 新生北路↔金山北路↔金山南路 | 8th Ave.       | 第八大街       |
| 松江路↔新生北路↔新生南路   | 9th Ave.       | 第九大街       |
| 建國南路↔建國北路          | 10th Ave.      | 第十大街       |
| 復興南路↔復興北路          | 11th Ave.      | 第十一大街     |
| 敦化南路↔敦化北路          | 12th Ave.      | 第十二大街     |
| 光復南路↔光復北路          | 13th Ave.      | 第十三大街     |
| 基隆路                     | 14th Ave.      | 第十四大街     |

| 東西向主要道路                   | 東西向主要道路 | 東西向主要道路 |
| 路名                             | 序號           | 中譯           |
| -------------------------------- | -------------- | -------------- |
| 和平西路↔和平東路                | 1st Blvd.      | 第一大道       |
| 信義路                           | 2nd Blvd.      | 第二大道       |
| 凱達格蘭大道↔仁愛路              | 3rd Blvd.      | 第三大道       |
| 忠孝西路↔忠孝東路                | 4th Blvd.      | 第四大道       |
| 鄭州路↔市民大道                  | 5th Blvd.      | 第五大道       |
| 長安西路↔長安東路↔八德路三、四段 | 6th Blvd.      | 第六大道       |
| 南京西路↔南京東路                | 7th Blvd.      | 第七大道       |
| 民生西路↔民生東路                | 8th Blvd.      | 第八大道       |
| 民權西路↔民權東路                | 9th Blvd.      | 第九大道       |
| 民族西路↔民族東路                | 10th Blvd.     | 第十大道       |

以上列表之序號、中譯隨系統廢止而失去功能。

### 高快速道路系統
- 國道高速公路
  - 國道1號及汐五高架拓寬路線
  - 國道3號

- 國道快速公路
  - 國道3甲

- 快速道路系統
  1. 市區內系統

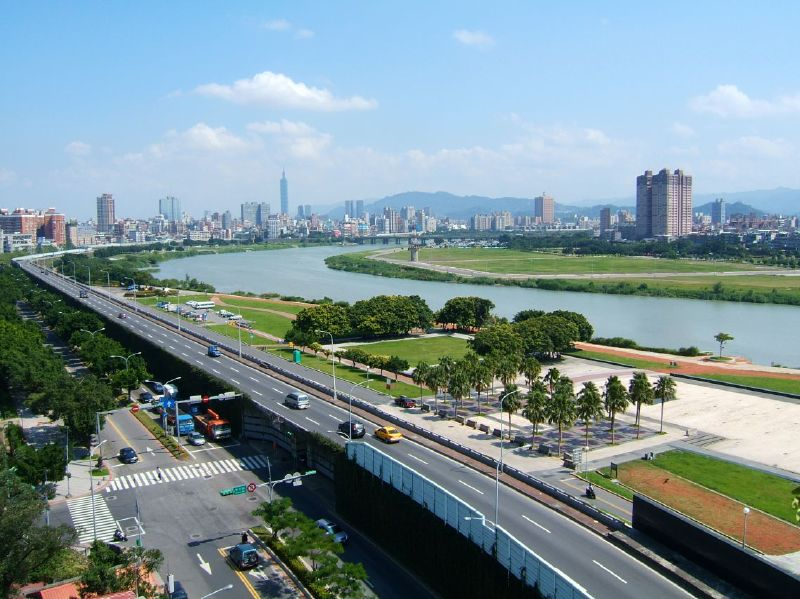
環河南北快速道路

    - 新生高架道路（南北向）、建國高架道路（南北向）、市民大道（東西向）

  2. 環東系統
    - 基隆路車行地下道及高架道路、環東大道 （高架）、堤頂大道（平面）。
    - 信義快速道路：連接國道三甲及信義計畫區。

  3. 環西系統
    - 環河南北快速道路、水源快速道路、洲美快速道路。
- 2007年11月1日開放550CC以上大型重型機車行駛本市快速道路及高架路段。
- 2012年7月1日開放250CC以上大型重型機車行駛本市快速道路及高架路段。

### 屬於省道系統之道路

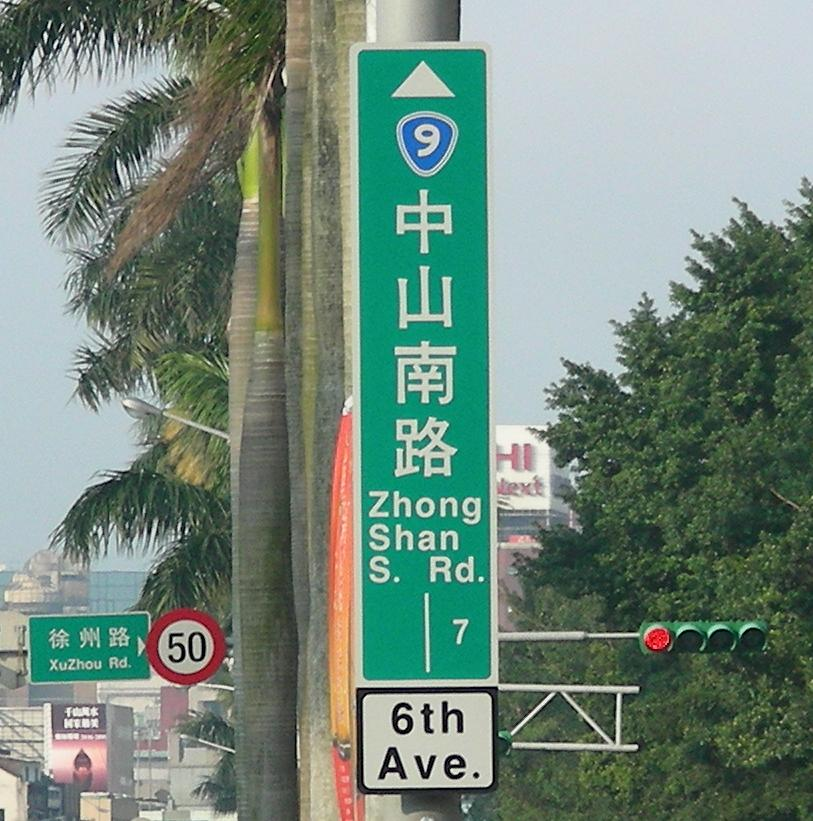
中山南路為台9線。

台北市有部分道路已經納入為省道系統之一部分，分述如下：
- 台1線：起點（行政院前）－忠孝西路一段－忠孝橋—三重
- 台1甲線：起點（行政院前）－中山北路一段－民權西路－台北橋—三重
- 台2甲線：金山—陽金公路（馬槽）－竹子湖路－陽明路－格致路－仰德大道－福林路－中山北路五～二段
- 台2乙線：重慶北路三～四段－百齡橋-中正路－承德路五～七段－大度路—淡水
- 台3線：起點（行政院前）—忠孝西路一段－中華路一～二段－和平西路二～三段－華江橋—板橋
- 台5線：起點（行政院前）—忠孝東路一～七段－研究院路一段－南港路一段—汐止
- 台9線：起點（行政院前）—中山南路－羅斯福路一～六段－新景美橋—新店

### 屬於市道系統之道路
- 市道106號：新店—景美橋→木柵路一段～二段—秀明路一段—木柵路四段～五段—深坑，是唯一貫穿臺北市的市道主線。

## 路標牌及門牌

### 門牌
戰後，台北市的道路門牌根據不同時期大略分成三種形式：

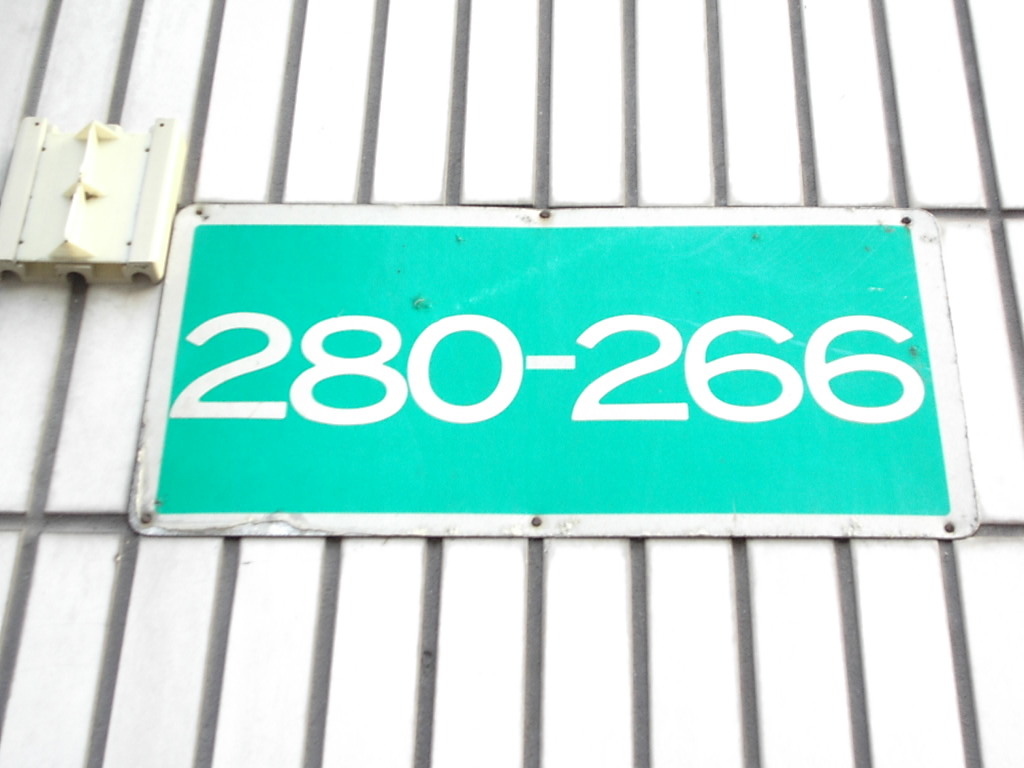
第一種為鋁製藍底白字門牌時期，上面有標示行政區域及郵遞區號。規格分為大型（一樓使用）和小型（二樓以上使用）兩種。
- 第二種為黑白相配的路牌。
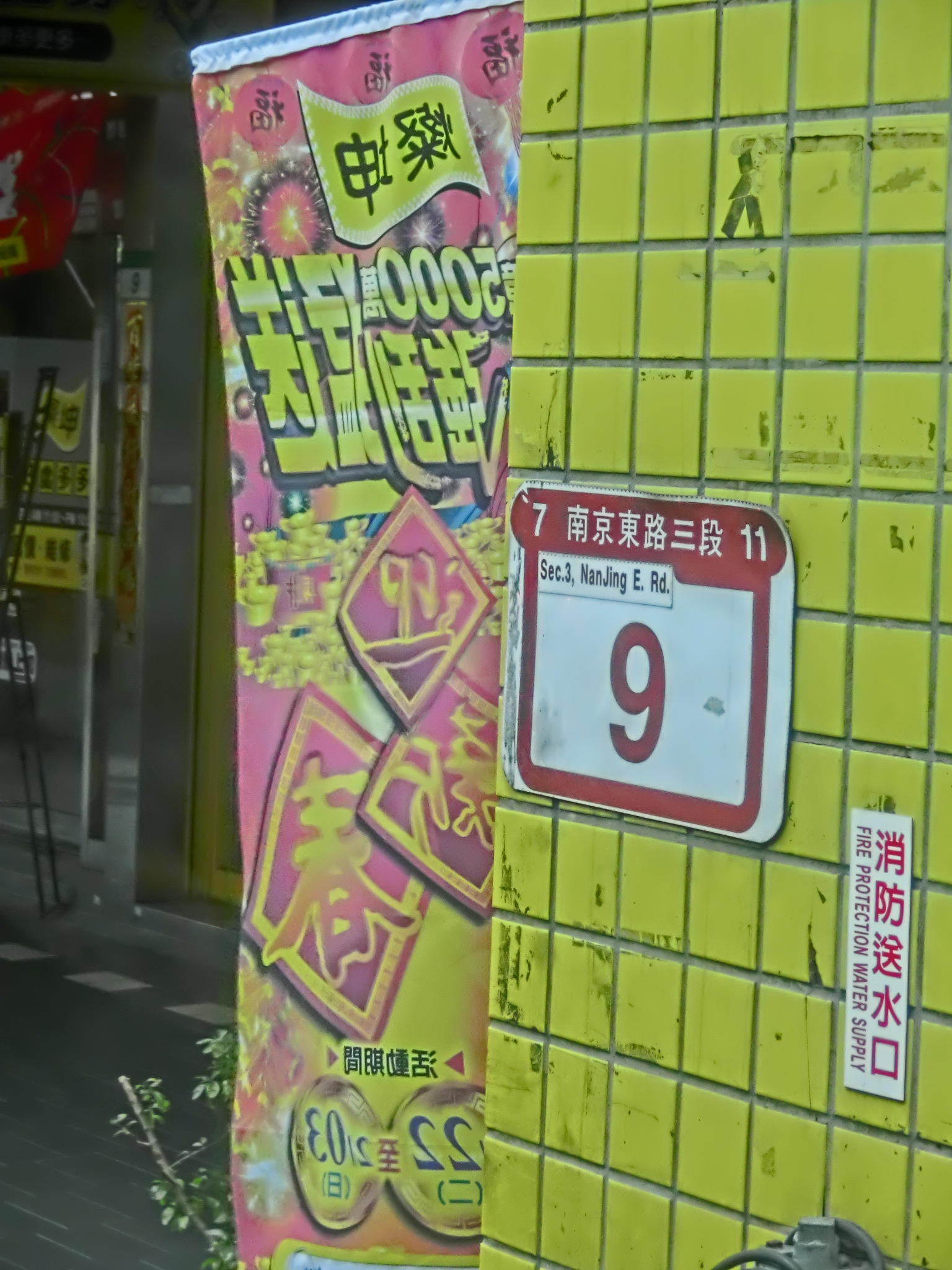
第三種為鋁製白底綠字門牌時期，為第四～五代門牌。與第一種時期不同之處在於移除了門牌上的行政區劃及郵遞區號，並配合2010年台北花博，推出了第五代區花門牌。

### 門牌指標
門牌指標是一種設置於主要道路騎樓外的樑柱上類似門牌之標示，目的在於放大門牌以便利慢車道更容易辨識門牌地址。目前的是第二代，自1999年11月起設置。

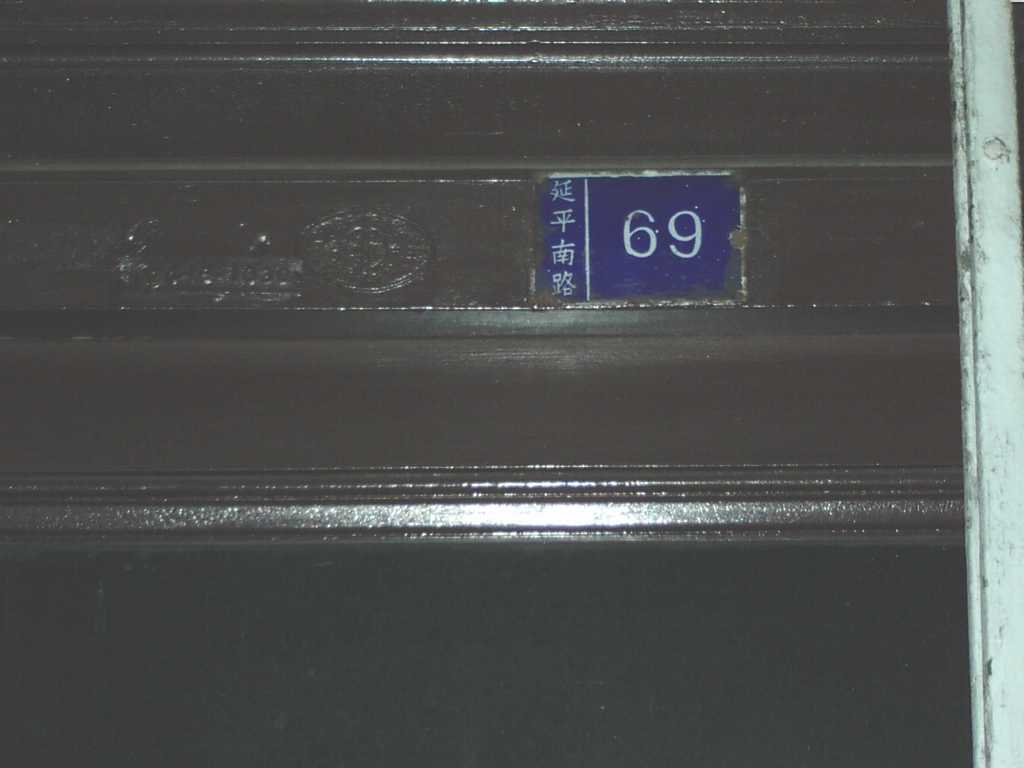
台北市第一代門牌
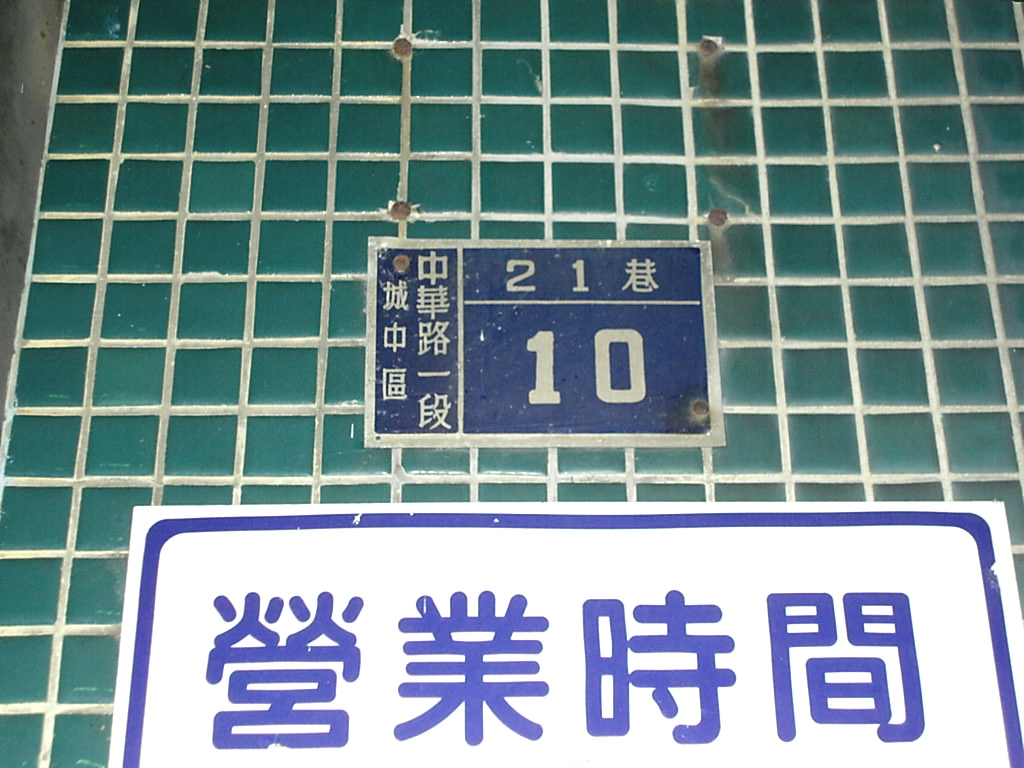
台北市第二代門牌
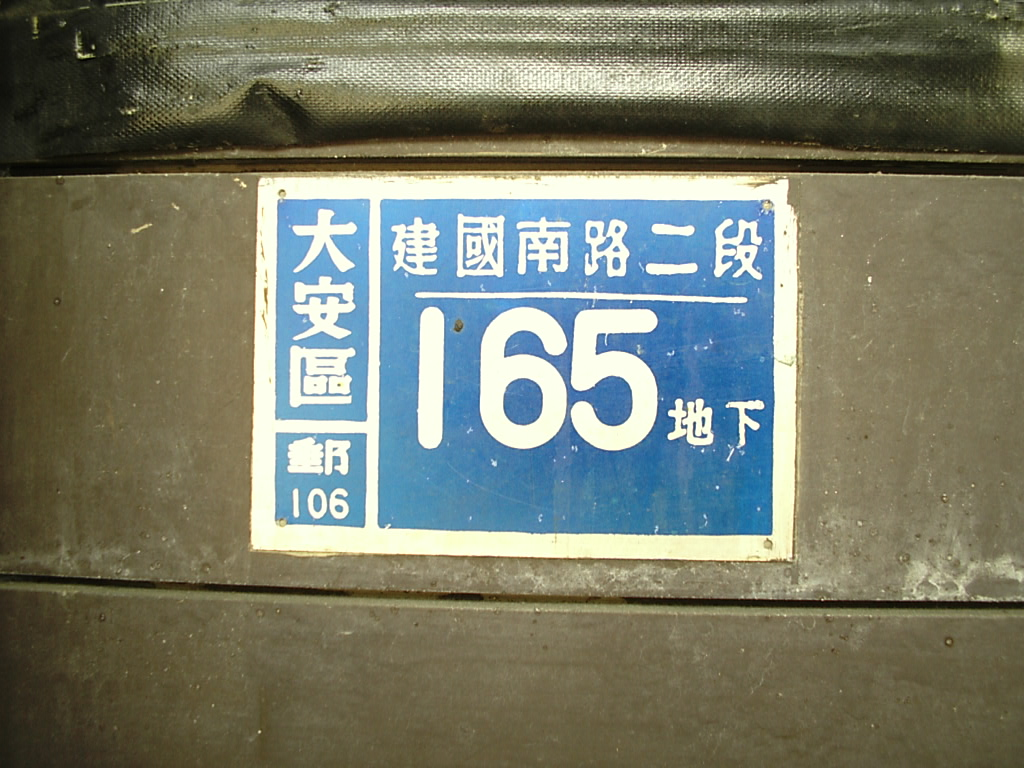
台北市第三代門牌
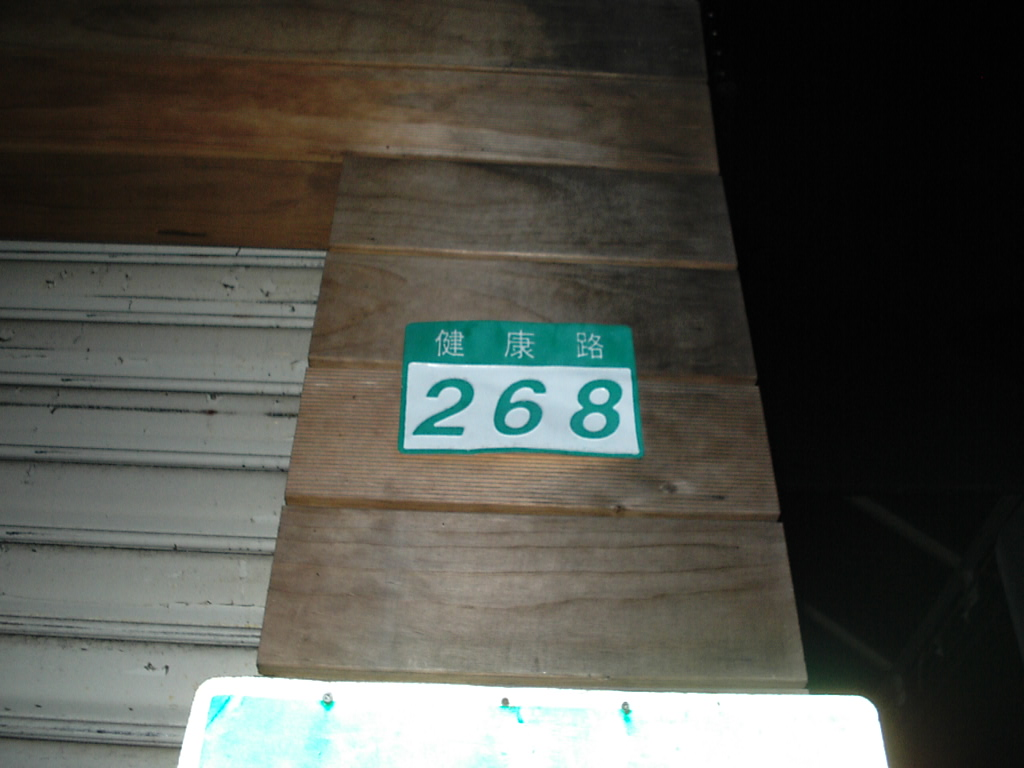
台北市第四代門牌
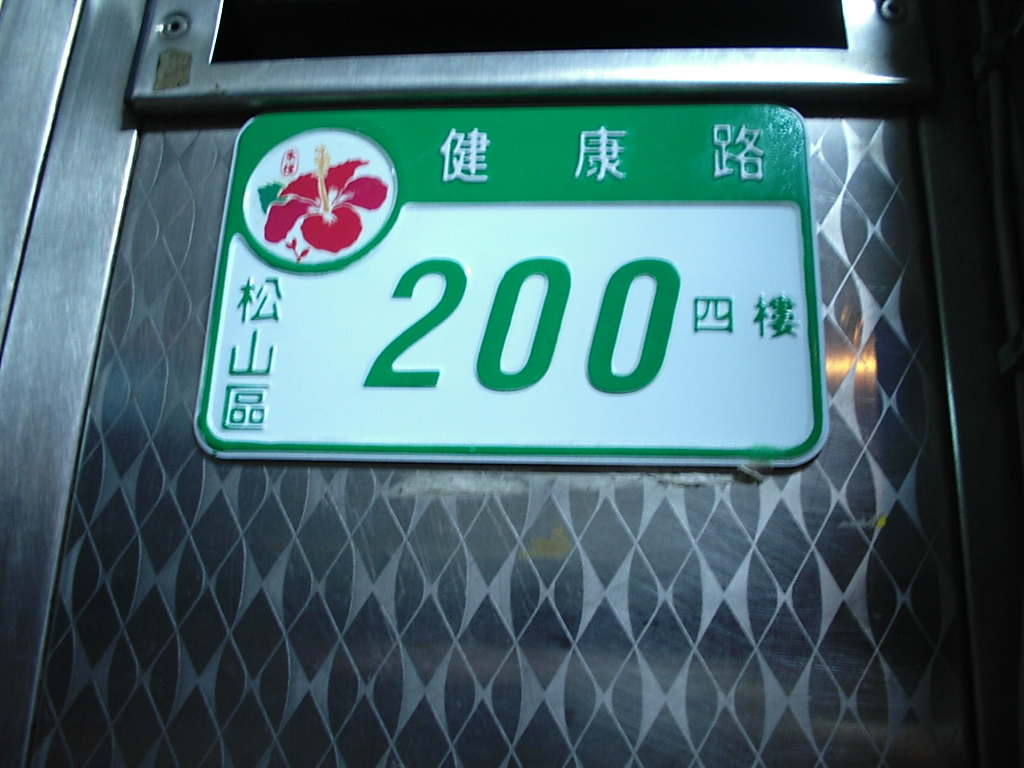
台北市第五代區花門牌

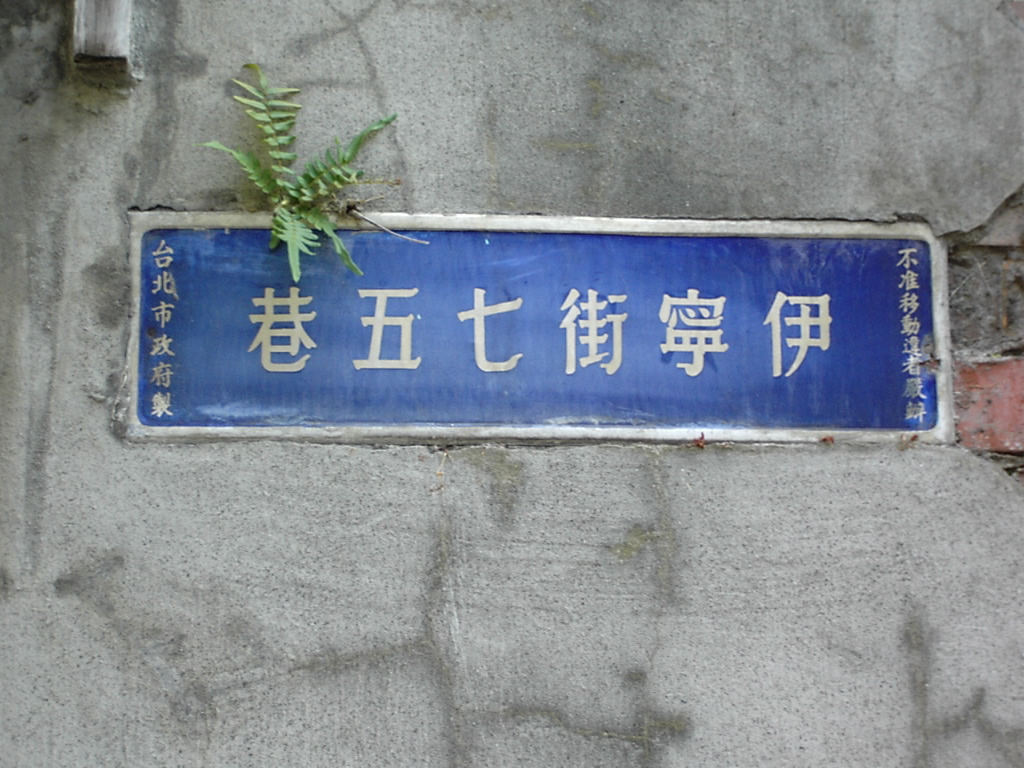
台北市第二代無門牌號巷道路牌，已經非常罕見
台北市第三代無門牌號巷道路牌
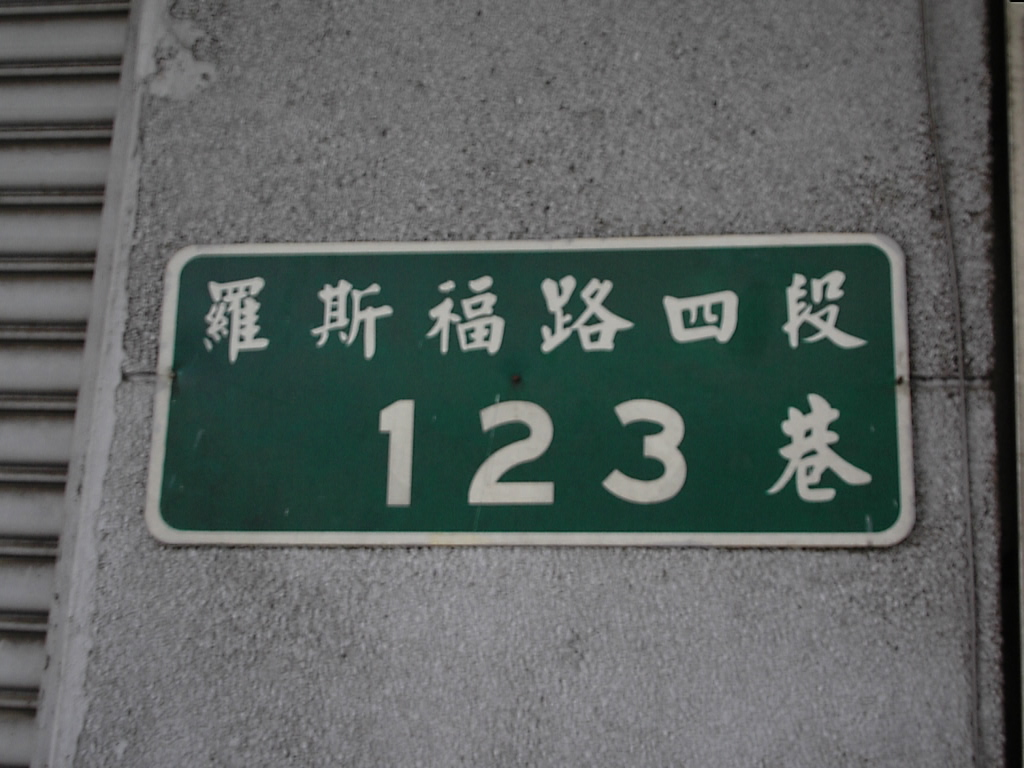
台北市第四代無門牌號巷道路牌
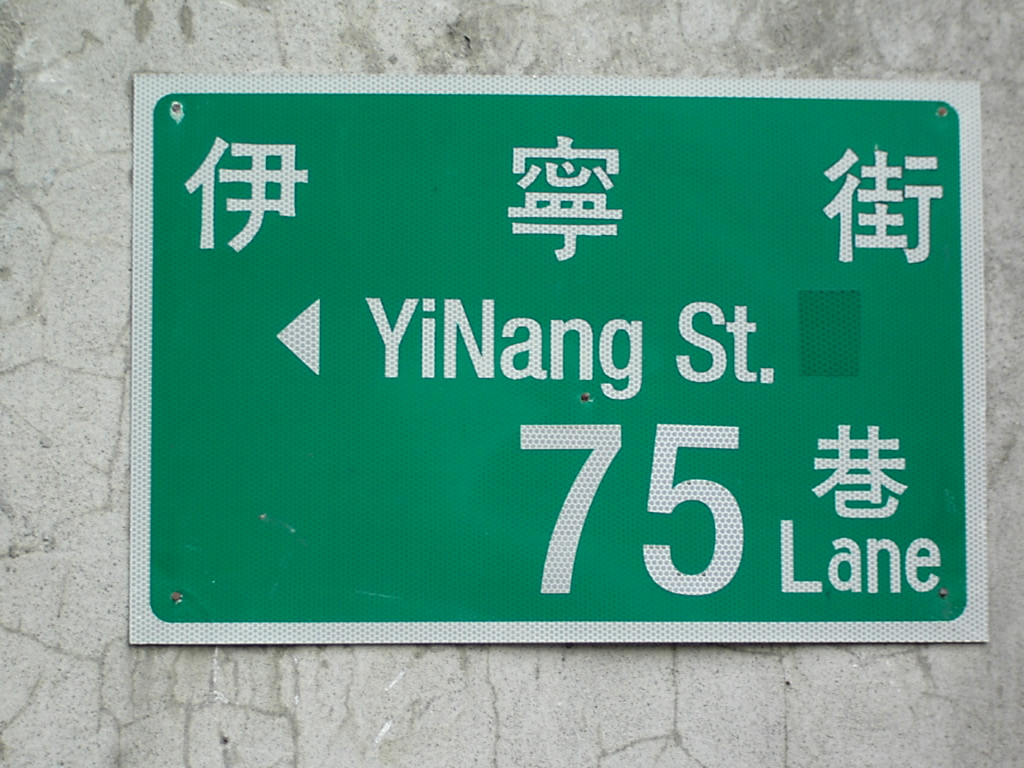
台北市第五代無門牌號巷道路牌，具有英文，但應為YiNing St.

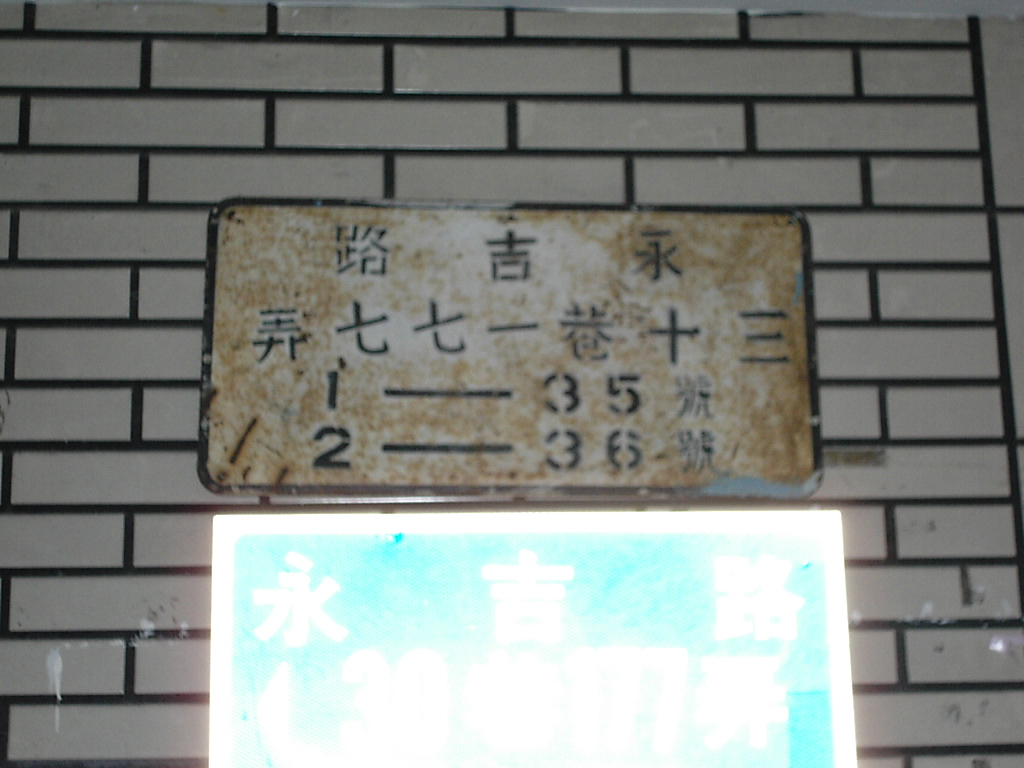
台北市第一代有門牌號巷道路牌
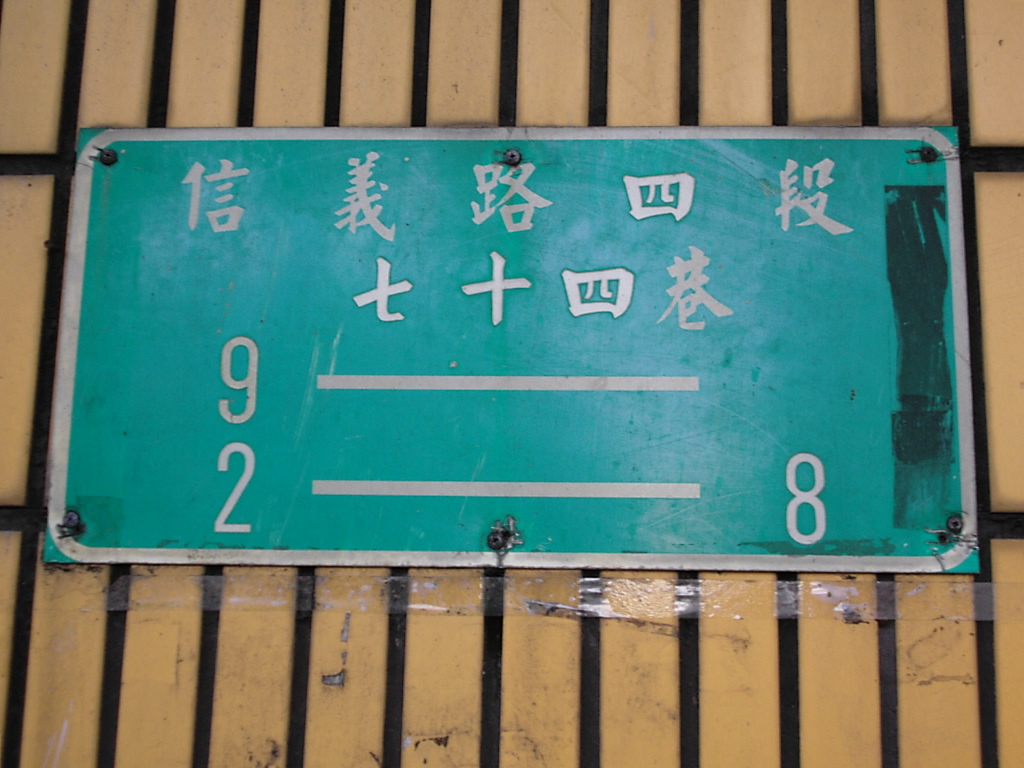
台北市第二代有門牌號巷道路牌

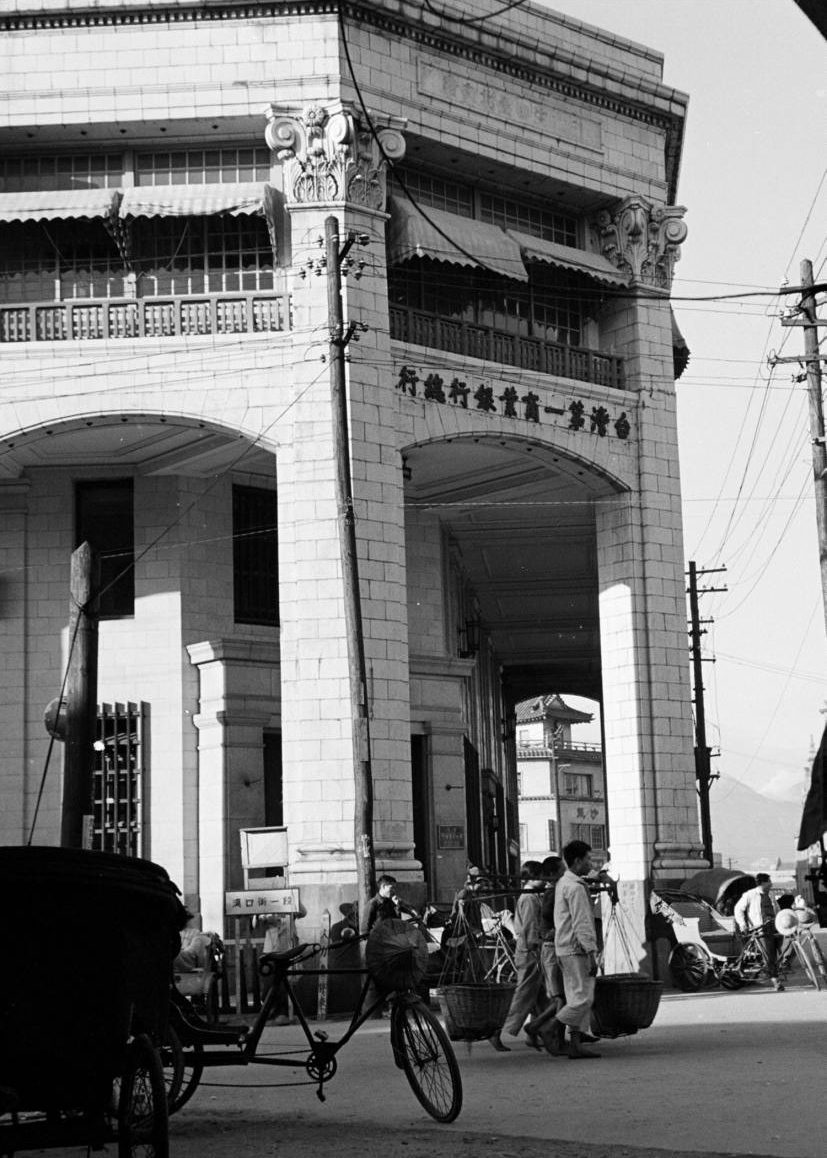
已經拆除的第一商業銀行總行，圖中央下方的「漢口街一段」字樣為台北市第一代路標牌
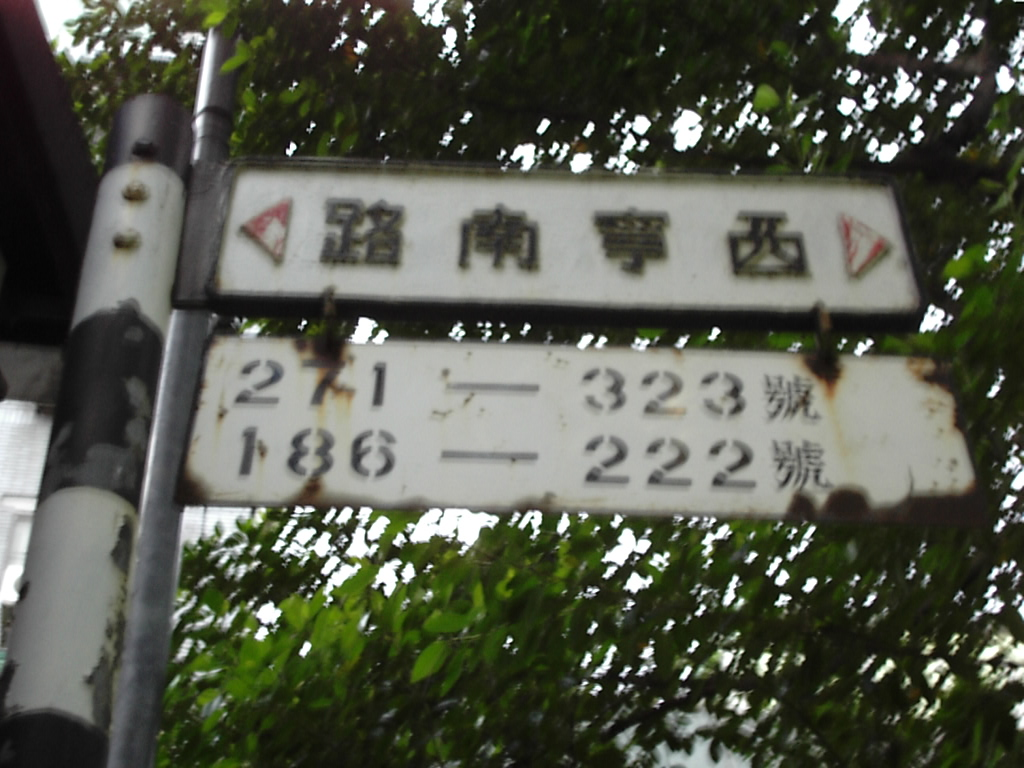
台北市第二代路標牌
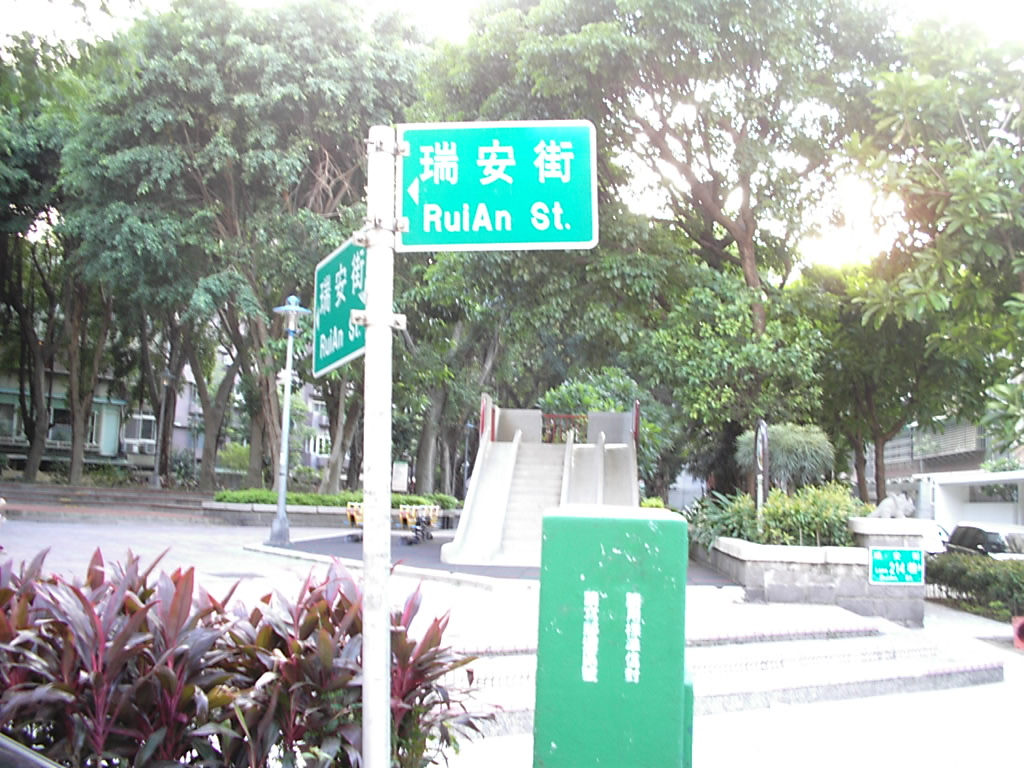
台北市第三代路標牌

- 台北市第一代門牌指標
- 台北市第二代門牌指標

## 道路命名原則
根據台北市道路名牌暨門牌編訂辦法第3條規定，道路寬度超過15公尺以上者為路，在8至15公尺間為街；道路寬度未達8公尺者為巷弄；此外，路寬超過25公尺且具重要性（如堤頂大道）或跨區性者（如仰德大道、市民大道）則可編訂為大道。因此道路依路幅由大而小，分為「大道」、「路」、「街」、「巷」、「弄」、「衖」。而「大道」、「路」或「街」的分支為「巷」，「巷」的分支為「弄」或「衖」。

### 道路命名方式
- 1967年改制前轄區的路街，多以金門、中國大陸及外蒙古地名（如迪化街，長安西路，庫倫街）、古今人物（如中山北路，羅斯福路）、古文訓示（如四維、八德）等為命名原則。
- 新建道路，常取本地名稱、祝福願景、自然景觀及機關建築等為名。
- 北投、士林、內湖、南港、景美、木柵等1968年才併入地區之道路，其命名方式與市區不同，不完全符合上述規定。至於巷弄，則以其接鄰之路街或巷之門牌序號作為巷弄編號；但北投與士林區還有留有數條以文字命名的巷（非數字）。

### 方向分界基準
市區東西向幹道命名，係以羅斯福路、中山南路及中山北路為分界，以東稱某某東路，以西稱某某西路；南北向幹道則以八德路、忠孝東路及忠孝西路（1954年3月1日以前稱「中正東路、中正西路」，1954年3月1日至1970年7月1日稱「中正路」）為界，以北稱某某北路，以南稱某某南路。
選擇中山路、羅斯福路作為東西分界，主要是因為1940年代台北市區仍以西區為主，隨著都市的發展，市區才漸漸向東擴展。選擇忠孝東西路接八德路作為南北分界，則是此路為早期台北通往基隆的縱貫公路。
- 南北分界：忠孝西路、忠孝東路一、二段與八德路是台北市南北路的名稱分界之一，比方八德路之南為金山南路，八德路之北為金山北路。
- 東西分界：以中山南北路及羅斯福路做分界。例如：青島東路是中山南路以東，青島西路是中山南路以西；南京東路就是中山北路以東，南京西路就是中山北路以西；和平東路是羅斯福路以東，和平西路是羅斯福路以西。
- 例外情形：
  - 通河東街與通河西街、中央南路與中央北路：此兩者屬於1968年併入轄區之道路，故與上述原則不符。
  - 中坡南路與中坡北路：1980年代於三張犂幹線上設路，終點為松山車站股道，故以忠孝東路分東西路段，鐵路地下化後中坡北路連接八德路四段768巷。
  - 基隆路：通過八德路與羅斯福路，未因該兩路分段亦未分東西路段、南北路段。
  - 市民大道：通過中山北路，分段而未分東西路段。
  - 師大路：通過羅斯福路，未分段亦未分方向路段。
  - 辛亥路：通過羅斯福路，未分段亦未分東西路段。
  - 東興路：通過八德路，未分段亦未分南北段。
  - 虎林街：通過八德路，未分段亦未分南北段。
  - 玉成街：通過八德路，未分段亦未分南北段。

### 路名英譯與羅馬拼音

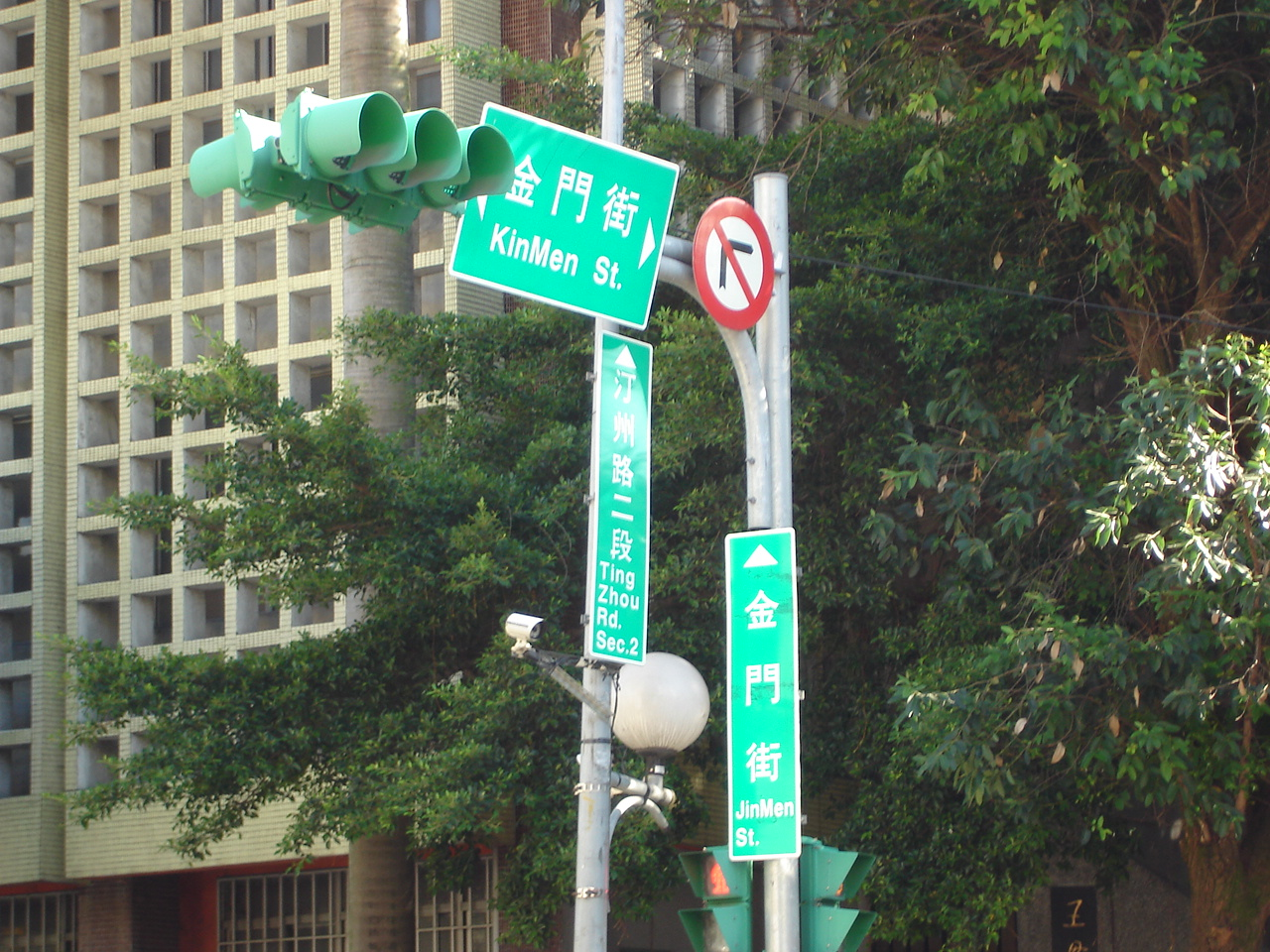
羅馬拼音不一致的「金門街」；上方路牌採用固有地名翻譯（郵政式拼音），下方直式路牌則採用漢語拼音拼寫。

台北市的道路羅馬拼音，原先採用威妥瑪拼音，但在外籍人士命名上採用其本名（如羅斯福路、麥帥公路）。
- 陳水扁時期：
  - 1998年改採通用拼音（通用拼音後來改版多次，故與現今版本不同）。
  - 在固有地名翻譯、特殊不適於漢字音譯的詞彙，則直接採用固有地名、英語、台語、原住民語直譯。
（如基隆路Keelung Rd.、金門街Kinmen St.、庫倫街KuLun St.、西藏路Tibet Rd.、爾後之艋舺大道Bangka Blvd.、市民大道Civic Blvd.、凱達格蘭大道Ketagalan Blvd.等）

- 馬英九時期：
  - 改採漢語拼音。
  - 與外縣市交界處，由於臺北縣採用通用拼音轉寫英文路名，故另加註通用拼音。後來因為臺北縣自周錫瑋擔任縣長後也改採漢語拼音，故不再加註通用拼音。
  - 在拼音路名上統一採用駝峰式大小寫的書寫方式，將對應漢字的各音節首字大寫，與標註地名、人名時相異。

但由於路牌的更換疏失，三種拼音路牌都尚存於台北市街頭；並因固有地名的翻譯、界定不同，也存在著一路多名的問題。
- 基隆路：JiLong Rd. / Keelung Rd. / Kelang Rd. （以臺語發音，臺語羅馬字轉寫）
- 金門街：JinMen St. / Kinmen St.

### 命名沿革
日本殖民初期台北市並沒有為道路正式命名，但有延續清代「○○街」稱呼的小字命名道路兩旁街廓（參見臺北市 (州轄市)），部分較長道路更有分丁目，如北門街三丁目表示今博愛路在開封街以北的區域。
1926年台北市改正町名，市區數個街廓劃為一町，町內通衢便通稱「○○町通」。如今館前路兩側當時劃為表町，館前路即俗稱為「表町通」。其它尚有榮町通（衡陽路）、大和町通（延平南路）、京町通（博愛路）、本町通（重慶南路）、太平町通（延平北路）、永樂町通（迪化街）等等。另外也有以當時地標命名的道路俗稱，如紅葉橋通（南京西路）；或紀念裕仁來台命名的敕使街道（又稱御成街道，中山北路）。
戰後於1946年，台北市政府以剷除日本色彩、便利記憶、紀念民族英雄、宣示三民主義與顯示政府首長為原則擬定改正街路名稱，新擬定的路名多數為清代使用的舊稱，一部分延續日治時期日本色彩較輕的町名（如位於蓬萊町內的蓬萊街，今撫順街），以及三民路、博愛路等訓示路名。
| 1946年路名       | 1946年路名                                                                   | 1946年路名                                               |
| 1946年路名       | 今日路名                                                                     | 備註                                                     |
| ---------------- | ---------------------------------------------------------------------------- | -------------------------------------------------------- |
| 永樂街           | 迪化街一段                                                                   |                                                          |
| 延平路           | 延平北路一～三段                                                             | 延平郡王鄭成功                                           |
| 中山路           | 中山北路一～三段                                                             | 原民報刊為蔣公路                                         |
| 大同路           | 寧夏路－蘭州街                                                               |                                                          |
| 公洽路           | 重慶南路一段                                                                 | 尋改博愛路，陳儀字公洽                                   |
| 光復路           | 博愛路                                                                       |                                                          |
| 東門內街         | 公園路                                                                       |                                                          |
| 博愛路           | 重慶南路                                                                     |                                                          |
| 北門街           | 忠孝西路一段                                                                 |                                                          |
| 西門街           | 中華路一段                                                                   |                                                          |
| 南門街           | 愛國西路                                                                     |                                                          |
| 東門街           | 中山南路                                                                     |                                                          |
| 撫臺街           | 延平南路（忠孝西路－酉陽街）                                                 |                                                          |
| 小南門街         | 延平南路（寶慶路－愛國西路）                                                 |                                                          |
| 府中街           | 懷寧街                                                                       |                                                          |
| 府後街           | 館前路                                                                       |                                                          |
| 開羅街           | 襄陽路                                                                       | 開羅會議                                                 |
| 永福街           | 南陽街                                                                       | 劉永福                                                   |
| 文武街           | 衡陽路                                                                       |                                                          |
| 文武後街         | 寶慶路                                                                       |                                                          |
| 書院街           | 桃源街                                                                       |                                                          |
| 書院橫街         | 貴陽街一段                                                                   |                                                          |
| 江濱街           | 環河南路一段 （忠孝西路－成都路）                                            |                                                          |
| 帆寮街           | 環河南路一段 （成都路－長沙街）                                              |                                                          |
| 義倉街           | 環河南路一段 （長沙街－貴陽街）                                              |                                                          |
| 料館街           | 環河南路二段 （貴陽街－和平西路）                                            |                                                          |
| 楊柳街           | 環河南路二段 （和平西路－艋舺大道）～三段                                    |                                                          |
| 福星街           | 西寧南路（忠孝西路－成都路）                                                 |                                                          |
| 城西街           | 西寧南路（成都路－桂林路）                                                   |                                                          |
| 復興街           | 昆明街（忠孝西路－成都路）                                                   |                                                          |
| 將軍街           | 武昌街二段                                                                   |                                                          |
| 西門外街         | 成都路                                                                       |                                                          |
| 長壽街           | 峨眉街                                                                       |                                                          |
| 和平路           | 康定路                                                                       | 尋改蓮花路                                               |
| 土地街           | 西昌街（內江街－貴陽街）                                                     |                                                          |
| 溪口街           | 長沙街二段（康定路－環河南路）                                               |                                                          |
| 建源街           | 西昌街（環河南路－內江街）                                                   |                                                          |
| 直興街           | 貴陽街二段（康定路－西園路）                                                 |                                                          |
| 歡聚街           | 貴陽街二段（西園路－環河南路）                                               |                                                          |
| 舊街             | 西園路一段（貴陽街－桂林路）                                                 |                                                          |
| 廈新街           | 西昌街（貴陽街－桂林路）                                                     |                                                          |
| 寶斗街           | 華西街                                                                       |                                                          |
| 頂新街           | 西昌街（桂林路－廣州街）                                                     |                                                          |
| 水仙街           | 桂林路（康定路－環河南路）                                                   |                                                          |
| 八甲街           | 桂林路（中華路－康定路）                                                     |                                                          |
| 新店街           | 西園路一段（桂林路－廣州街）                                                 |                                                          |
| 龍山街           | 廣州街（康定路－環河南路）                                                   |                                                          |
| 萬安街           | 廣州街（中華路－康定路）                                                     |                                                          |
| 寺前街           | 西園路一段（廣州街－艋舺大道）                                               | 西園路在和平西路－艋舺大道分為二路廊，東側為1946年舊路廊 |
| 滿花街           | 和平西路三段（中華路－西園路）                                               |                                                          |
| 中石路街         | 大理街                                                                       |                                                          |
| 新起街           | 貴陽街二段（中華路－康定路）                                                 |                                                          |
| 新起前街         | 長沙街二段（西寧南路－康定路）                                               |                                                          |
| 新起橫街         | 內江街（西寧南路－康定路）                                                   |                                                          |
| 新起後街         | 昆明街（成都路－和平西路）                                                   |                                                          |
| 清芳街           | 柳州街                                                                       | 余清芳                                                   |
| 龍喉街           | 羅斯福路一～二段                                                             | 小羅斯福                                                 |
| 龍安街           | 和平東路一段、二段、三段（臥龍街－基隆路）                                   |                                                          |
| 龍口街           | 南海路（羅斯福路－和平西路）                                                 |                                                          |
| 龍津街           | 牯嶺街（南海路－和平西路）                                                   |                                                          |
| 河邊街           | 和平西路二段                                                                 |                                                          |
| 古亭橫街         | 寧波西街（羅斯福路－和平西路）                                               |                                                          |
| 龍飛街           | 福州街（羅斯福路－和平西路）                                                 |                                                          |
| 東門南街         | 信義路一段、二段（杭州南路－麗水街）                                         |                                                          |
| 龍喉前街         | 愛國東路（羅斯福路－杭州南路）                                               |                                                          |
| 福德街           | 杭州南路（信義路－愛國東路）                                                 |                                                          |
| 東門北街         | 仁愛路一段、二段（杭州南路－臨沂街）                                         |                                                          |
| 東門外街         | 徐州路                                                                       |                                                          |
| 文化街           | 濟南路一段、二段                                                             |                                                          |
| 北東門外街       | 青島東路                                                                     |                                                          |
| 中正路           | 忠孝東路一段、二段（杭州南路－八德路）－八德路一段～四段（光復南路－基隆路） |                                                          |
| 仁愛街           | 北平東路                                                                     | 尋改署後街                                               |
| 北門街           | 忠孝西路一段                                                                 |                                                          |
| 北門外街         | 鄭州路（延平北路－環河北路）                                                 |                                                          |
| 上奎府街         | 鄭州路（捷運淡水線－延平北路）                                               |                                                          |
| 福聚街           | 長安西路（延平北路－西寧北路）                                               |                                                          |
| 渭水街           | 天水路                                                                       | 蔣渭水                                                   |
| 稻新街           | 南京西路（延平北路－塔城街）                                                 |                                                          |
| 法主宮街         | 天水路51巷                                                                   |                                                          |
| 六館街           | 南京西路（塔城街－環河北路）                                                 |                                                          |
| 得勝街           | 南京西路（重慶北路－延平北路）                                               |                                                          |
| 建昌街           | 貴德街                                                                       |                                                          |
| 港邊街           | 環河北路 （鄭州路－民權西路）                                                |                                                          |
| 朝陽街           | 民生西路（重慶北路－環河北路）                                               |                                                          |
| 朝東街           | 民生西路（中山北路－重慶北路）                                               | 尋改双連街                                               |
| 日新街           | 重慶北路（涼州街－長安西路）                                                 |                                                          |
| 維新路           | 甘州街                                                                       |                                                          |
| 普願街           | 涼州街（延平北路－環河北路）                                                 |                                                          |
| 震和街           | 涼州街（寧夏路－延平北路）                                                   |                                                          |
| 大橋街           | 民權西路（重慶北路－環河北路）                                               |                                                          |
| 仁里街           | 環河北路 （民權西路－酒泉街）                                                |                                                          |
| 磨車街           | 迪化街二段146巷－民族西路303巷                                               |                                                          |
| 長興街           | 保安街                                                                       |                                                          |
| 蓬萊街           | 撫順街                                                                       |                                                          |
| 下坎街           | 西園路二段（艋舺大道－東園街）                                               |                                                          |
| 東園街           | 東園街－萬大路（萬大路423巷－華中橋）                                        |                                                          |
| 西園街           | 西園路二段（東園街－光復橋）                                                 |                                                          |
| 松山前街         | 八德路四段（基隆路－松山路）                                                 |                                                          |
| 松山後街         | 饒河街                                                                       |                                                          |
| 下奎府街         | 南京西路（中山北路－重慶北路）                                               |                                                          |
| 下奎府中街       | 承德路（平陽街－鄭州路）                                                     |                                                          |
| 下奎府前街       | 太原路（五原路－長安西路）                                                   |                                                          |
| 興仁街           | 太原路（長安西路－鄭州路）                                                   |                                                          |
| 建成街           | 長安西路（中山北路－重慶北路）                                               |                                                          |
| 廈石路街         | 汕頭街                                                                       | 艋舺大道（中華路－西園路）                               |
| 羅斯福路         | 南昌路－羅斯福路三～四段                                                     | 小羅斯福                                                 |
| 板橋路           | 新生南路一～二段                                                             |                                                          |
| 螢橋街           | 廈門街                                                                       |                                                          |
| 新生路           | 新生北路一段、二段、三段（民權東路－濱江街）                                 |                                                          |
| 三民路（未開闢） | 仁愛路三～四段                                                               |                                                          |
| 民族路（未開闢） | 忠孝東路二段、三段、四段、五段（基隆路－松山路）                             |                                                          |
| 民權路（未開闢） | 南京東路一～五段                                                             |                                                          |
| 民生路（未開闢） | 民生東路一～三段                                                             |                                                          |

1947年，台灣省行政長官公署將改不到兩年的台北街道名稱全部改為以中國地名為主的街名，並由街廓範圍，改以線型道路為範圍。命名的方式，以上述分界的經緯道路，將台北分為四大區，放大投射為整個中國，依其原有中國地名位置置用於相同區位的台北街道名。這些地名包含中國省份、大都市、名山大川（以路名為主）、城市史蹟（以街名為主），例如：東門外街依其東方位置改為徐州路，下奎府中街依其北部位置改為承德街（今承德路），八甲街依其西南方位置改名為桂林街（今桂林路），龍山街依其南方位置改名為廣州街。
| 1946年與1947年路名的新舊對照表（主要街道） | 1946年與1947年路名的新舊對照表（主要街道） | 1946年與1947年路名的新舊對照表（主要街道） |
| 1946年路名                                 | 1947年路名                                 | 備註                                       |
| ------------------------------------------ | ------------------------------------------ | ------------------------------------------ |
| 東門街                                     | 中山南路                                   |                                            |
| 中山路                                     | 中山北路                                   |                                            |
| 中正路                                     | 中正東路                                   | 今忠孝東路－八德路                         |
| 北門街                                     | 中正西路                                   | 今忠孝西路一段                             |
| 撫臺街－小南門街                           | 延平南路                                   |                                            |
| 延平路                                     | 延平北路                                   |                                            |
| 龍喉街－羅斯福路                           | 羅斯福路                                   |                                            |
| 民權路                                     | 南京東路                                   |                                            |
| 六館街－下奎府街                           | 南京西路                                   |                                            |
| 博愛路                                     | 重慶南路                                   |                                            |
| 日新街                                     | 重慶北路                                   |                                            |
| （未開闢、命名）                           | 民族東路                                   |                                            |
| （未開闢、命名）                           | 民族西路                                   |                                            |
| （未開闢、命名）                           | 民權東路                                   |                                            |
| 大橋街                                     | 民權西路                                   |                                            |
| 民生路（未開闢）                           | 民生東路                                   |                                            |
| 雙連街－朝陽街                             | 民生西路                                   |                                            |
| 民族路（未開闢）                           | 忠孝路                                     | 忠孝東路（八德路口以東）                   |
| 三民路（未開闢）－東門北街                 | 仁愛路                                     |                                            |
| 東門南街                                   | 信義路                                     |                                            |
| 龍安街                                     | 和平東路                                   |                                            |
| 河邊街－滿花街                             | 和平西路                                   |                                            |
| （未命名）                                 | 介壽路                                     | 今凱達格蘭大道                             |
| 光復路                                     | 博愛路                                     |                                            |
| （未命名）                                 | 大同路                                     | 今已改名                                   |
| （未開闢、命名）                           | 光復路                                     |                                            |
| 板橋路                                     | 新生南路                                   |                                            |
| 新生路                                     | 林森路                                     | 今新生北路                                 |
| （未命名）                                 | 新生北路                                   | 今松江路                                   |
| 中華路（未開闢）                           | 復興南路－復興北路                         |                                            |
| 西門街                                     | 中華路                                     |                                            |
| 龍喉前街                                   | 愛國東路                                   |                                            |
| 南門街                                     | 愛國西路                                   |                                            |
| 復興街－新起後街                           | 昆明路                                     |                                            |
| 蓮花路                                     | 康定路                                     |                                            |
| （未命名）                                 | 基隆路                                     |                                            |
| （未開闢、命名）                           | 北安路                                     |                                            |
| 東門內街                                   | 公園路                                     |                                            |
| （未開闢、命名）                           | 大學路                                     | 位於富田町，今不詳                         |

| 1946年與1947年路名的新舊對照表（次要街道） | 1946年與1947年路名的新舊對照表（次要街道） | 1946年與1947年路名的新舊對照表（次要街道） |
| 1946年路名                                 | 1947年路名                                 | 備註                                       |
| ------------------------------------------ | ------------------------------------------ | ------------------------------------------ |
| （未命名）                                 | 哈密街                                     |                                            |
| 磨車街－永樂街                             | 廸化街                                     |                                            |
| 震和街－普願街                             | 玉門街                                     |                                            |
| 維新街                                     | 甘州街                                     |                                            |
| 大同路                                     | 蘭州街－寧夏街                             | 今蘭州街－寧夏路                           |
| （未命名）                                 | 歸綏街                                     |                                            |
| 下奎府中街                                 | 承德街                                     | 今承德路                                   |
| 下奎府前街－興仁街                         | 太原街                                     | 今太原路                                   |
| （未命名）                                 | 平陽街                                     |                                            |
| （未命名）                                 | 長安東街                                   | 今長安東路                                 |
| 建成街－福聚街                             | 長安西街                                   | 今長安西路                                 |
| 上奎府街－北門外街                         | 鄭州街                                     | 今鄭州路                                   |
| 蓬萊街                                     | 撫順街                                     |                                            |
| （未命名）                                 | 瀋陽街                                     |                                            |
| （未命名）                                 | 興安街                                     |                                            |
| （未命名）                                 | 長春街                                     | 今長春路                                   |
| （未命名）                                 | 安西街                                     |                                            |
| （未命名）                                 | 龍江街                                     | 今龍江路                                   |
| 署後街                                     | 北平街                                     | 今北平東路                                 |
| （未命名）                                 | 天津街                                     |                                            |
| 北東門外街                                 | 青島東街－青島西街                         | 今青島東路－青島西路                       |
| 文化街                                     | 濟南街                                     | 今濟南路                                   |
| 東門外街                                   | 徐州街                                     | 今徐州路                                   |
| （未命名）                                 | 鎮江街                                     |                                            |
| （未命名）                                 | 上海街                                     | 今林森南路                                 |
| 福德街                                     | 杭州南街                                   | 今杭州南路                                 |
| （未命名）                                 | 杭州北街                                   | 今杭州北路                                 |
| （未命名）                                 | 紹興南街                                   |                                            |
| （未命名）                                 | 紹興北街                                   |                                            |
| （未命名）                                 | 金山街                                     | 今金山南路                                 |
| 古亭橫街                                   | 寧波街                                     | 今寧波西街                                 |
| （未命名）                                 | 金華街                                     |                                            |
| 龍口街                                     | 南海街                                     | 今南海路                                   |
| 羅斯福路                                   | 南昌街                                     | 今南昌路                                   |
| （未命名）                                 | 九江街                                     |                                            |
| 龍津街                                     | 牯嶺街                                     |                                            |
| 龍飛街                                     | 福州街                                     |                                            |
| 螢橋街                                     | 廈門街                                     |                                            |
| （未命名）                                 | 潮州街                                     |                                            |
| （未命名）                                 | 泉州街                                     |                                            |
| 下石路街                                   | 汕頭街                                     | 今艋舺大道                                 |
| 萬安街－龍山街                             | 廣州街                                     |                                            |
| 東園街                                     | 東園街                                     |                                            |
| 舊街－西園街                               | 西園街                                     | 今西園路                                   |
| （未命名）                                 | 水源街                                     | 今水源路                                   |
| 中石路街                                   | 大理街                                     |                                            |
| 寶斗街                                     | 華西街                                     |                                            |
| 建源街－頂新街                             | 西昌街                                     |                                            |
| 八甲街－水仙街                             | 桂林街                                     |                                            |
| 清芳街                                     | 柳州街                                     |                                            |
| 書院橫街－歡聚街                           | 貴陽街                                     |                                            |
| 新起前街－溪口街                           | 長沙街                                     |                                            |
| 文武街                                     | 衡陽街                                     | 今衡陽路                                   |
| 文武後街                                   | 寶慶街                                     | 今寶慶路                                   |
| （未命名）                                 | 永綏街                                     |                                            |
| （未命名）                                 | 沅陵街                                     |                                            |
| （未命名）                                 | 常德街                                     |                                            |
| 開羅街                                     | 襄陽街                                     | 今襄陽路                                   |
| 府中街                                     | 懷寧街                                     |                                            |
| 書院街                                     | 桃源街                                     |                                            |
| 永福街                                     | 南陽街                                     |                                            |
| 府後街                                     | 館前街                                     | 今館前路                                   |
| 將軍街                                     | 武昌街                                     |                                            |
| （未命名）                                 | 漢口街                                     |                                            |
| （未命名）                                 | 開封街                                     |                                            |
| （未命名）                                 | 洛陽街                                     |                                            |
| （未命名）                                 | 漢中街                                     |                                            |
| 西門外街                                   | 成都街                                     | 今成都路                                   |
| 長壽街                                     | 峨眉街                                     |                                            |
| 新起橫街                                   | 內江街                                     |                                            |
| 福星街－城西街                             | 西寧南街                                   | 今西寧南路                                 |
| 江濱街－料館街                             | 環河南街                                   | 今環河南路                                 |
| 仁里街－港邊街                             | 環河北街                                   | 今環河北路                                 |
| （未命名）                                 | 濱江東街                                   | 今濱江街                                   |
| （未開闢、命名）                           | 濱江西街                                   | 今敦煌路                                   |

之後台北市的路名並沒有太大的變化，而隨著都市發展的腳步，陸續完成都市計畫道路的開闢工作，誕生了不少新路。新路路名中有延續中國地名的（如西藏路、敦化南北路）、紀念性質的（如辛亥路、光復南北路）、本地地名（如大安路）等等不同的命名方式。1968年併入台北市的北投、士林、內湖、南港、景美、木柵地區除沿用原有路名外，也有部分與舊市區幹道相連者以幹道路名加以延伸，與舊市區路名相同但不相連的道路，則可能透過改名或是「路、街」、分段有無等做為區分依據。
因為都市重劃等理由，部分原已命名的道路可能改名、降為巷弄或消失。
| 已撤銷道路列表             | 已撤銷道路列表                 | 已撤銷道路列表           | 已撤銷道路列表 |
| 以中國大陸地名命名的道路   | 以中國大陸地名命名的道路       | 以中國大陸地名命名的道路 | 以中國大陸地名命名的道路 |
| 路名                       | 源自                           | 行經地區                 | 現況 |
| -------------------------- | ------------------------------ | ------------------------ | --- |
| 上海路                     | 上海市                         | 城中區、部分古亭區       | 共二段，1967年8月15日改名林森南路 |
| 瀋陽路                     | 瀋陽市                         | 中山區                   | 1967年8月15日與九台街合併為林森北路 |
| 九台街                     | 九台縣（今吉林省長春市九台區） | 中山區                   | 1967年8月15日與瀋陽路合併為林森北路 |
| 舒蘭街                     | 舒蘭縣（今吉林省吉林市舒蘭市） | 中山區                   | 1961年8月15日降為新生北路二段55巷、松江路184巷及南京東路二段89巷                                                                                |
| 遼北街                     | 遼北省（今遼寧省一部）         | 松山區                   | 今北寧路 |
| 舟山路                     | 舟山群島（今浙江省舟山市）     | 大安區                   | 2000年8月5日改為國立台灣大學校內道路 |
| 嘉禾路                     | 嘉禾縣（今湖南省郴州市嘉禾縣） | 古亭區、部分大安區       | 今日金門街與羅斯福路間的師大路 |
| 漳州街                     | 清漳州府（今福建省漳州市）     | 中正區、萬華區           | 1972年5月24日併入南海路及中華路二段 |
| 汕頭街                     | 汕頭市                         | 萬華區                   | 因鐵路地下化萬板專案於2001年6月30日併入艋舺大道                                                                                                 |
| 以古今人物姓名命名的道路   |                                |                          | |
| 路名                       | 紀念者                         | 行經地區                 | 現況 |
| 中正西路                   | 蔣中正                         | 城中區、延平區           | 1954年3月1日與中正東路合併為中正路。 1970年7月1日改編為忠孝西路。                                                                               |
| 中正東路                   | 蔣中正                         | 城中區、中山區、松山區   | 1954年3月1日與中正西路合併為中正路。 1970年7月1日一段改編為忠孝東路一段，二至五段改編為八德路一至四段。                                         |
| 中正路                     | 蔣中正                         | 文山區                   | 1968年10月1日改編為景文街及羅斯福路五、六段。                                                                                                   |
| 中正路                     | 蔣中正                         | 北投區                   | 1991年6月24日改名為湖山路。 |
| 麥帥公路                   | 麥克阿瑟聯軍最高統帥           | 內湖區                   | 本路已改為内湖區南京東路六段與國道一號北基段，唯本路跨越基隆河之橋樑仍名麥帥大橋。                                                              |
| 以歷史事件命名的道路       |                                |                          | |
| 路名                       | 紀念事件                       | 行經地區                 | 現況 |
| 介壽路                     | 蔣介石壽誕                     | 中正區                   | 1996年3月21日改名凱達格蘭大道，但介壽路派出所仍存在。                                                                                           |
| 百齡路                     | 1966年紀念孫中山百年誕辰(年齡) | 士林區                   | 分為百齡三～五路。1990年4月1日併入承德路改名承德路五～七段，但百齡橋仍存在。                                                                    |
| 以古文、思想訓示命名的道路 |                                |                          | |
| 路名                       | 源自                           | 行經地區                 | 現況 |
| 八德路                     | 四維八德                       | 大安區                   | 不分段、1970年7月1日改名四維路。 |
| 大同街                     | 大同                           | 大同區                   | 前段1991年6月30日降為大龍街62巷、昌吉街50巷、昌吉街33巷、 民族西路76巷、民族西路75巷 後段1975年2月2日併入承德路三段。                           |
| 克難街                     | 克服萬難                       | 萬華區                   | 1992年9月1日及1993年2月15日 拆為萬青街、國興路及萬大路423巷。                                                                                   |
| 自強街                     | 莊敬自強                       | 士林區                   | 1991年8月18日改名自祥街。 |
| 求志路                     | 隱居求志，行義達道。           | 士林區                   | 1982年10月10日降為天母東路105巷。 |
| 卿雲街                     | 卿雲歌                         | 士林區                   | 1970年10月15日降為美崙街8巷。 |
| 和平路                     | 四維八德－和平                 | 北投區                   | 1992年6月24日併入大業路。 |
| 文化一路                   | 中華文化復興運動               | 北投區                   | 約1980年因婦聯三村的改建而消失。 |
| 文化二路                   | 中華文化復興運動               | 北投區                   | 約1980年因婦聯三村的改建而消失。 |
| 經武路                     | 左傳．宣公十二年               | 北投區                   | 中央北路二段後段曾於1969年改稱經武路二段，原因不明。                                                                                            |
| 禮賢路                     | 禮遇賢能                       | 北投區                   | 1968年改編為指南路三段。 |
| 以祝福願景命名的道路       |                                |                          | |
| 路名                       | 源自                           | 行經地區                 | 現況 |
| 華興街                     |                                | 北投區                   | 1992年4月15日改編為石牌路二段68巷。 |
| 光明路                     |                                | 士林區                   | 1972年6月16日改編為士林區文昌路。 |
| 長興街                     |                                | 士林區                   | 1970年10月15日改編為美崙街52巷。 |
| 錦利街                     |                                | 士林區                   | 1970年10月15日改編為美崙街84巷。 |
| 富順街                     |                                | 士林區                   | 1970年10月15日改編為美崙街86巷。 |
| 以當地地名命名的道路       |                                |                          | |
| 路名                       | 源自                           | 行經地區                 | 現況 |
| 軍功路                     | 軍功坑                         | 文山區                   | 2014年5月15日改編為和平東路四段。 |
| 溝子口路                   | 溝仔口                         | 文山區                   | 1968年10月1日改編為木柵路一段。 |
| 馬明潭路                   | 馬明潭                         | 文山區                   | 1968年10月1日改編為木柵路二段。 |
| 港墘路                     | 港墘                           | 文山區                   | 1968年10月1日改編為保儀路二段389巷。 |
| 樟腳路                     | 樟踋                           | 文山區                   | 1968年10月1日改編為保儀路二段 1977年7月1日改編為木新路三段。                                                                                    |
| 埤腹路                     | 埤腹                           | 文山區                   | 1972年3月10日改編為和興路。 |
| 四分路                     | 四分                           | 文山區                   | 1968年10月1日改編為研究院路二～四段。 |
| 下塔悠街                   | 塔塔悠                         | 松山區                   | 1970年代中山高速公路建設工程及1990年代基隆河截彎取直工程重劃後各撤除一部分，殘留部分現為樂群二路265巷及濱江國中西側人行道、濱江國小西側人行道。 |
| 粉寮街                     | 粉寮                           | 內湖區                   | 2002年8月5日改編為瑞湖街。 |
| 大屯街                     | 大屯                           | 北投區                   | 1992年7月20日改編為義方街。 |
| 天母一路                   | 天母                           | 士林區                   | 1982年10月10日改編為中山北路七段。 前端1、3、5號分別改為中山北路六段820、822、824號。                                                           |
| 天母二路                   | 天母                           | 士林區                   | 1982年10月10日改編為天母東路。 |
| 天母三路                   | 天母                           | 士林區                   | 前段1982年10月10日改編為天母西路 後段1982年10月10日編入天母西路，1985年4月1日改編為天母北路。                                                   |
| 天母四路                   | 天母                           | 士林區                   | 1982年10月10日改編為中山北路七段14巷。 |
| 天母五路                   | 天母                           | 士林區                   | 1982年10月10日改編為天玉街38巷。 |
| 天母六路                   | 天母                           | 士林區                   | 1982年10月10日改編為天母東路69巷。 |
| 天母七路                   | 天母                           | 士林區                   | 1982年10月10日改編為天玉街。 |
| 後港一街                   | 後港墘                         | 士林區                   | 1982年10月10日改編為和豐街。 |
| 後港二街                   | 後港墘                         | 士林區                   | 1980年6月1日中正路500巷。 |
| 後港四街                   | 後港墘                         | 士林區                   | 1973年7月20日改編為後港二之一街。 1982年10月10日改編為後港街。                                                                                  |
| 後港七街                   | 後港墘                         | 士林區                   | 1982年10月10日改編為大南路、承德路。 |
| 後港八街                   | 後港墘                         | 士林區                   | 1982年10月10日改編為後港街134巷及福港街259巷。                                                                                                  |
| 後港十街                   | 後港墘                         | 士林區                   | 1982年10月10日改編為華齡街。 |
| 社子一街                   | 社子                           | 士林區                   | 1982年10月10日改編為延平北路五段1巷。 |
| 社子二街                   | 社子                           | 士林區                   | 1982年10月10日改編為重慶北路四段1巷。 |
| 社子三街                   | 社子                           | 士林區                   | 1982年10月10日改編為葫蘆街。 |
| 社子四街                   | 社子                           | 士林區                   | 1973年7月20日改編為社子二之一街。 1982年10月10日改編為重慶北路四段49巷。                                                                        |
| 社子五街                   | 社子                           | 士林區                   | 1982年10月10日改編為延平北路五段163巷。 |
| 社子六街                   | 社子                           | 士林區                   | 1982年10月10日改編為葫東街。 |
| 社子八街                   | 社子                           | 士林區                   | 1982年10月10日拆成中正路586巷、社中街33巷、社正路45巷、社中街210巷21弄。                                                                        |
| 社子九街                   | 社子                           | 士林區                   | 1982年10月10日改編為延平北路五段285巷。 |
| 社子十街                   | 社子                           | 士林區                   | 1982年10月10日改編為社中街。 |
| 社子十一街                 | 社子                           | 士林區                   | 1982年10月10日改編為社子街22巷。 |
| 社子十二街                 | 社子                           | 士林區                   | 1982年10月10日改編為社正路。 |
| 社子十六街                 | 社子                           | 士林區                   | 1982年10月10日改編為延平北路六段116巷、社中街210巷。                                                                                            |
| 社子十七街                 | 社子                           | 士林區                   | 1982年10月10日改編為社子街。 |
| 社子十八街                 | 社子                           | 士林區                   | 1982年10月10日改編為永平街。 |
| 社子十九街                 | 社子                           | 士林區                   | 1982年10月10日改編為延平北路六段261巷。 |
| 社子二十街                 | 社子                           | 士林區                   | 1982年10月10日改編為延平北路六段258巷。 |
| 社子二十二街               | 社子                           | 士林區                   | 1982年10月10日改編為社中街。 |
| 社子二十四街               | 社子                           | 士林區                   | 1982年10月10日改編為倫等街。 |
| 洲尾路                     | 洲尾                           | 士林區                   | 1970年10月15日拆為美崙街、洲美街。 |
| 芝山路                     | 芝山                           | 士林區                   | 改為至誠路。 |
| 菁礐路                     | 菁礐                           | 士林區                   | 現為國際衛星電台園區內道路。 |
| 以兩端地名組合的路名       |                                |                          | |
| 路名                       | 源自                           | 行經地區                 | 現況 |
| 仙渡路                     | 八仙－關渡                     | 北投區                   | 改為大度路。 |
| 中港路                     | 中興村－港墘                   | 文山區                   | 1980年6月1日改編為辛亥路七段。 |
| 芝東路                     | 芝山岩－下東勢                 | 士林區                   | 共二段，1982年10月10日改編為士東路。 |
| 芝蘭路                     | 芝山岩－蘭雅                   | 士林區                   | 共二段，1982年10月10日改編為德行東路。 |
| 以自然景觀命名的道路       |                                |                          | |
| 路名                       | 源自                           | 行經地區                 | 現況 |
| 櫻崗路                     | 櫻崗溫泉區                     | 北投區                   | 1971年11月1日改編為行義路。 |
| 長春路                     | 北投長春溫泉區                 | 北投區                   | 1991年6月24日與吉林街合併為珠海路。 |
| 長春一街                   | 北投長春溫泉區                 | 北投區                   | 1991年6月24日改編為珠海路107巷。 |
| 長春二街                   | 北投長春溫泉區                 | 北投區                   | 1991年6月24日改編為珠海路109巷。 |
| 長春三街                   | 北投長春溫泉區                 | 北投區                   | 1991年6月24日改編為珠海路113巷。 |
| 隱潭路                     | 小隱潭                         | 北投區                   | 改編為湖山路二段。 |
| 以地標景點命名的道路       |                                |                          | |
| 路名                       | 源自                           | 行經地區                 | 現況 |
| 福德路                     | 福安宮的福德正神               | 北投區                   | 1991年6月24日降改為公館路85巷。 |
| 長壽街                     | 成美長壽橋                     | 南港區                   | 1968年10月1日廢除併入南港路三段314巷。 |
| 成德路                     | 成德學院                       | 南港區                   | 與承德路同音改編為成福路。 |
| 組合型命名的道路           |                                |                          | |
| 中三街                     |                                | 士林區（天母）           | 1983年3月30日改編為中山北路五段811巷。 |
| 中五街                     |                                | 士林區（天母）           | 1983年3月30日改編為中山北路五段829巷。 |
| 中七街                     |                                | 士林區（天母）           | 1983年3月30日改編為福國路；1巷部分改為雙溪街。                                                                                                  |
| 中十路                     |                                | 士林區（天母）           | 1982年10月10日改編為忠誠路。 |
| 中十一路                   |                                | 士林區（天母）           | 1983年3月30日改編為德行西路。 |
| 中十二路                   |                                | 士林區（天母）           | 1982年10月10日改編為德行東路。 |
| 中十四街                   |                                | 士林區（天母）           | 1982年10月10日改編為中山北路六段290巷。 |
| 中十五街                   |                                | 士林區（天母）           | 1983年3月30日改編為中山北路六段195巷。 |
| 中十六路                   |                                | 士林區（天母）           | 1982年10月10日改編為士東路。 |
| 中十七路                   |                                | 士林區（天母）           | 1983年3月30日改編為克強路。 |
| 中十九街                   |                                | 士林區（天母）           | 1982年10月10日改編為中山北路六段405巷。 |
| 中二十一路                 |                                | 士林區（天母）           | 1982年10月10日改編為中山北路六段441巷。 |
| 其它道路                   |                                |                          | |
| 路名                       | 取名理由                       | 行經地區                 | 現況 |
| 大馬路                     |                                | 士林區                   | 1970年10月15日改編為文林路。 |
| 文字巷                     |                                |                          | |
| 路名                       | 取名理由                       | 行經地區                 | 現況 |
| 民安巷                     |                                | 北投區                   | 2003年10月1日改編為育仁路8巷（民安巷1弄）、12巷。                                                                                               |
| 新興巷                     |                                | 北投區                   | 1971年2月1日改編為中央南路一段25巷。 |
| 長春路保健巷               |                                | 北投區                   | 1991年6月24日雙號（2~10）改編為珠海路60巷，單號（1~7）改編為珠海路86~92號。(原於1965年3月24日由泉源路改編)                                      |
| 和平巷                     |                                | 士林區                   | 1971年3月1日4至18號改編為天母三路5巷4至18號。                                                                                                   |
| 友善巷                     |                                | 士林區                   | 1971年3月1日1、2、3、4號分別改編為天母三路5巷5、3、7、1號。                                                                                     |
| 新民巷                     |                                | 士林區                   | 1971年3月1日1、2、3、4號分別改編為天母三路5巷15、11、17、9號。                                                                                  |
| 日新巷                     |                                | 士林區                   | 1971年3月1日1、2、3、4號分別改編為天母三路5巷23、21、25、19號。                                                                                 |
| 士東一巷                   |                                | 士林區                   | 1971年3月1日改編為中山路二段754巷， 1974年9月16日改編為中山北路六段754巷。                                                                      |
| 士東二巷                   |                                | 士林區                   | 1971年3月1日改編為中山路二段728巷， 1974年9月16日改編為中山北路六段728巷。                                                                      |
| 成功巷                     |                                | 士林區                   | 1971年3月1日改編為中山路二段763巷， 1974年9月16日改編為中山北路六段763巷。                                                                      |
| 齊家巷                     |                                | 士林區                   | 1971年3月1日改編為中山路二段763巷1弄， 1974年9月16日改編為中山北路六段763巷1弄。                                                                |
| 修身巷                     |                                | 士林區                   | 1971年3月1日改編為中山路二段763巷7弄， 1974年9月16日改編為中山北路六段763巷7弄。                                                                |
| 盧得巷                     |                                | 士林區                   | 1971年3月1日改編為中山路二段776巷， 1974年9月16日改編為中山北路六段776巷。                                                                      |
| 審美巷                     |                                | 士林區                   | 1971年3月1日改編為中山路二段776巷14弄， 1974年9月16日改編為中山北路六段776巷14弄。                                                              |
| 信義巷                     |                                | 士林區                   | 1971年3月1日改編為中山路二段776巷， 1974年9月16日改編為中山北路六段776巷。                                                                      |
| 明德巷                     |                                | 士林區                   | 1971年3月1日改編為中山路二段784巷， 1974年9月16日改編為中山北路六段784巷。                                                                      |
| 仁愛巷                     |                                | 士林區                   | 1971年3月1日改編為中山路二段792巷， 1974年9月16日改編為中山北路六段792巷。                                                                      |
| 寧靜巷                     |                                | 士林區                   | 1971年3月1日改編為中山路二段792巷14弄， 1974年9月16日改編為中山北路六段792巷14弄。                                                              |
| 力行巷                     |                                | 士林區                   | 1971年3月1日改編為中山路二段799巷， 1974年9月16日改編為中山北路六段799巷。                                                                      |
| 四維巷                     |                                | 士林區                   | 1971年3月1日改編為中山路二段800巷， 1974年9月16日改編為中山北路六段800巷。                                                                      |
| 勝利巷                     |                                | 士林區                   | 1971年3月1日改編為中山路二段812巷， 1974年9月16日改編為中山北路六段812巷。                                                                      |
| 木柵路農校巷               |                                | 文山區                   | 1968年10月1日改編為木柵路三段102巷。 |
| 木柵路永康巷               |                                | 文山區                   | 1968年10月1日升格為久康街。 |

## 台北市道路一覽
以下依照不同命名原則列出目前台北市境內的大道、路、街以及使用文字命名的巷弄。

### 中國大陸、外蒙古及金門地名

#### 院轄市
| 院轄市列表 | 院轄市列表 | 院轄市列表                                     | 院轄市列表                                           | 院轄市列表       |
| 路名       | 源自       | 現今地                                         | 行經地區                                             | 備註             |
| ---------- | ---------- | ---------------------------------------------- | ---------------------------------------------------- | ---------------- |
| 南京東路   | 南京市     | 江蘇省南京市                                   | 中山區（一～三段） 松山區（四、五段） 內湖區（六段） | 中華民國法定國都 |
| 南京西路   | 南京市     | 江蘇省南京市                                   | 大同區                                               | 中華民國法定國都 |
| 重慶南路   | 重慶市     | 重慶市                                         | 中正區（共三段）                                     | 中華民國陪都     |
| 重慶北路   | 重慶市     | 重慶市                                         | 大同區（一段～三段） 士林區（四段）                  | 中華民國陪都     |
| 北平東路   | 北平市     | 北京市                                         | 中正區                                               |                  |
| 北平西路   | 北平市     | 北京市                                         | 中正區                                               |                  |
| 青島東路   | 青島市     | 山東省青島市                                   | 中正區                                               |                  |
| 青島西路   | 青島市     | 山東省青島市                                   | 中正區                                               |                  |
| 天津街     | 天津市     | 天津市                                         | 中正區、中山區                                       |                  |
| 西安街     | 西安市     | 陝西省西安市                                   | 北投區                                               |                  |
| 漢口街     | 漢口市     | 湖北省武漢市之江岸區、江漢區、礄口區、東西湖區 | 中正區（一段） 萬華區（二段）                        |                  |
| 廣州街     | 廣州市     | 廣東省廣州市                                   | 中正區、萬華區                                       |                  |

#### 東北地區
| 東北地區列表 | 東北地區列表 | 東北地區列表                             | 東北地區列表     | 東北地區列表                                           |
| 路名         | 源自         | 現今地                                   | 行經地區         | 備註                                                   |
| 黑龍江省     | 黑龍江省     | 黑龍江省                                 | 黑龍江省         | 黑龍江省                                               |
| ------------ | ------------ | ---------------------------------------- | ---------------- | ------------------------------------------------------ |
| 龍江路       | 黑龍江省     | 黑龍江省                                 | 中山區           | 南北向道路應該是指省分，即黑龍江省，並非指嫩江省龍江縣 |
| 北安路       | 北安市       | 黑龍江省黑河市北安市                     | 中山區           | 中華民國黑龍江省省會                                   |
| 通北街       | 通北縣       | 黑龍江省黑河市北安市通北鎮               | 中山區           |                                                        |
| 明水路       | 明水縣       | 黑龍江省綏化市明水縣                     | 中山區           |                                                        |
| 慶城街       | 慶城縣       | 黑龍江省綏化市慶安縣                     | 松山區           |                                                        |
| 興安省       |              |                                          |                  |                                                        |
| 興安街       | 興安省       | 內蒙古自治區呼倫貝爾市及興安盟一部       | 中山區、松山區   |                                                        |
| 合江省       |              |                                          |                  |                                                        |
| 合江街       | 合江省       | 黑龍江省一部                             | 中山區           |                                                        |
| 富錦街       | 富錦縣       | 黑龍江省佳木斯市富錦市                   | 松山區           |                                                        |
| 寶清街       | 寶清縣       | 黑龍江省雙鴨山市寶清縣                   | 松山區           |                                                        |
| 撫遠街       | 撫遠縣       | 黑龍江省佳木斯市撫遠市                   | 松山區           |                                                        |
| 饒河街       | 饒河縣       | 黑龍江省雙鴨山市饒河縣                   | 松山區           |                                                        |
| 虎林街       | 虎林縣       | 黑龍江省雞西市虎林市                     | 松山區、信義區   |                                                        |
| 林口街       | 林口縣       | 黑龍江省牡丹江市林口縣                   | 信義區           |                                                        |
| 通河街       | 通河縣       | 黑龍江省哈爾濱市通河縣                   | 士林區           |                                                        |
| 松江省       |              |                                          |                  |                                                        |
| 松江路       | 松江省       | 吉林省延邊朝鮮族自治州一部及黑龍江省一部 | 中山區           |                                                        |
| 濱江街       | 濱江縣       | 黑龍江省哈爾濱市道外區                   | 中山區、松山區   | 有知名的「飛機巷」                                     |
| 延吉街       | 延吉縣       | 吉林省延邊朝鮮族自治州延吉市 、龍井市    | 松山區、大安區   |                                                        |
| 寧安街       | 寧安縣       | 黑龍江省牡丹江市寧安市                   | 松山區           |                                                        |
| 延壽街       | 延壽縣       | 黑龍江省哈爾濱市延壽縣                   | 松山區           |                                                        |
| 東寧路       | 東寧縣       | 黑龍江省牡丹江市東寧市                   | 松山區           |                                                        |
| 吉林省       |              |                                          |                  |                                                        |
| 長春路       | 長春市       | 吉林省長春市                             | 中山區、松山區   |                                                        |
| 五常街       | 五常縣       | 黑龍江省哈爾濱市五常市                   | 中山區、松山區   |                                                        |
| 吉林路       | 吉林市       | 吉林省吉林市                             | 中山區           | 中華民國吉林省省會                                     |
| 雙城街       | 雙城縣       | 黑龍江省哈爾濱市雙城區                   | 中山區           |                                                        |
| 德惠街       | 德惠縣       | 吉林省長春市德惠市                       | 中山區           |                                                        |
| 農安街       | 農安縣       | 吉林省長春市農安縣                       | 中山區           |                                                        |
| 伊通街       | 伊通縣       | 吉林省四平市伊通滿族自治縣               | 中山區           |                                                        |
| 敦化南路     | 敦化縣       | 吉林省延邊朝鮮族自治州敦化市             | 大安區（共二段） |                                                        |
| 敦化北路     | 敦化縣       | 吉林省延邊朝鮮族自治州敦化市             | 松山區           |                                                        |
| 永吉路       | 永吉縣       | 吉林省吉林市永吉縣                       | 信義區、南港區   |                                                        |
| 安東省       |              |                                          |                  |                                                        |
| 安東街       | 安東省       | 遼寧省及吉林省 各一部分                  | 大安區、中山區   |                                                        |
| 通化街       | 通化市       | 吉林省通化市                             | 大安區           | 中華民國安東省省會                                     |
| 臨江街       | 臨江縣       | 吉林省白山市臨江市                       | 大安區           | 當地有臨江街夜市                                       |
| 東豐街       | 東豐縣       | 吉林省遼源市東豐縣                       | 大安區           |                                                        |
| 遼北省       |              |                                          |                  |                                                        |
| 四平街       | 四平市       | 吉林省四平市                             | 中山區           |                                                        |
| 遼寧省       |              |                                          |                  |                                                        |
| 遼寧街       | 遼寧省       | 遼寧省一部、吉林省一部、內蒙古自治區一部 | 中山區           |                                                        |
| 錦州街       | 錦州市       | 遼寧省錦州市                             | 中山區           |                                                        |
| 興城街       | 興城縣       | 遼寧省葫蘆島市興城市                     | 大同區           |                                                        |
| 錦西街       | 錦西縣       | 遼寧省葫蘆島市                           | 中山區、大同區   |                                                        |
| 撫順街       | 撫順縣       | 遼寧省撫順市                             | 中山區、大同區   |                                                        |
| 北寧路       | 北鎮縣       | 遼寧省錦州市北鎮市                       | 松山區           |                                                        |

#### 塞北地區
| 塞北地區列表 | 塞北地區列表 | 塞北地區列表                                               | 塞北地區列表                                               | 塞北地區列表         |
| 路名         | 源自         | 現今地                                                     | 行經地區                                                   | 備註                 |
| 熱河省       | 熱河省       | 熱河省                                                     | 熱河省                                                     | 熱河省               |
| ------------ | ------------ | ---------------------------------------------------------- | ---------------------------------------------------------- | -------------------- |
| 承德路       | 承德縣       | 河北省承德市                                               | 大同區（一段～三段） 士林區（四、五段） 北投區（六、七段） | 中華民國熱河省省會   |
| 赤峰街       | 赤峰縣       | 內蒙古自治區赤峰市                                         | 大同區                                                     |                      |
| 察哈爾省     |              |                                                            |                                                            |                      |
| 萬全街       | 萬全縣       | 河北省張家口市萬全區                                       | 大同區                                                     |                      |
| 綏遠省       |              |                                                            |                                                            |                      |
| 歸綏街       | 歸綏市       | 內蒙古自治區呼和浩特市                                     | 大同區                                                     | 中華民國綏遠省省會   |
| 五原路       | 五原縣       | 內蒙古自治區巴彥淖爾市五原縣                               | 大同區                                                     |                      |
| 寧夏省       |              |                                                            |                                                            |                      |
| 寧夏路       | 寧夏省       | 寧夏回族自治區一部、內蒙古自治區阿拉善盟、巴彥淖爾市磴口縣 | 大同區                                                     |                      |
| 蒙古地方     |              |                                                            |                                                            |                      |
| 庫倫街       | 庫倫         | 蒙古國烏蘭巴托                                             | 大同區                                                     | 中華民國蒙古地方首府 |

#### 華北地區
| 華北地區列表 | 華北地區列表 | 華北地區列表                         | 華北地區列表                      | 華北地區列表                                          |
| 路名         | 源自         | 現今地                               | 行經地區                          | 備註                                                  |
| 山東省       | 山東省       | 山東省                               | 山東省                            | 山東省                                                |
| ------------ | ------------ | ------------------------------------ | --------------------------------- | ----------------------------------------------------- |
| 濟南路       | 濟南市       | 山東省濟南市                         | 中正區（一、二段） 大安區（三段） | 中華民國山東省省會                                    |
| 泰安街       | 泰安縣       | 山東省泰安市                         | 中正區                            |                                                       |
| 齊東街       | 齊東縣       | 山東省淄博市高青縣                   | 中正區                            | 當地有齊東街日式宿舍                                  |
| 臨沂街       | 臨沂縣       | 山東省臨沂市                         | 中正區                            |                                                       |
| 河南省       |              |                                      |                                   |                                                       |
| 鄭州路       | 鄭縣         | 河南省鄭州市                         | 中正區 大同區                     | 國民政府時期1929~1931年間為鄭州市                     |
| 南陽街       | 南陽縣       | 河南省南陽市                         | 中正區                            |                                                       |
| 信陽街       | 信陽縣       | 河南省信陽市                         | 中正區                            |                                                       |
| 許昌街       | 許昌縣       | 河南省許昌市                         | 中正區                            |                                                       |
| 開封街       | 開封縣       | 河南省開封市                         | 中正區（一段） 萬華區（二段）     | 中華民國河南省省會；國民政府時期1929~1931年間為開封市 |
| 洛陽街       | 洛陽縣       | 河南省洛陽市                         | 萬華區                            |                                                       |
| 山西省       |              |                                      |                                   |                                                       |
| 太原路       | 太原市       | 山西省太原市                         | 大同區                            | 中華民國山西省省會                                    |
| 平陽街       | 清平陽府     | 山西省臨汾市及運城市                 | 大同區                            |                                                       |
| 陝西省       |              |                                      |                                   |                                                       |
| 長安東路     | 長安縣       | 陝西省西安市長安區                   | 中山區（一段） 松山區（二段）     |                                                       |
| 長安西路     | 長安縣       | 陝西省西安市長安區                   | 大同區                            |                                                       |
| 保安街       | 保安縣       | 陝西省延安市志丹縣                   | 大同區                            |                                                       |
| 華陰街       | 華陰縣       | 陝西省渭南市華陰市                   | 大同區                            |                                                       |
| 漢中街       | 清漢中府     | 陝西省漢中市、寶雞市一部             | 萬華區                            |                                                       |
| 渭水路       | 渭水         | 渭河                                 | 中山區                            | 有觀點認為紀念 政治人物蔣渭水                         |
| 甘肅省       |              |                                      |                                   |                                                       |
| 蘭州街       | 蘭州市       | 甘肅省蘭州市                         | 大同區                            | 中華民國甘肅省省會                                    |
| 酒泉街       | 酒泉縣       | 甘肅省酒泉市                         | 大同區                            |                                                       |
| 敦煌路       | 敦煌縣       | 甘肅省酒泉市敦煌市                   | 大同區                            |                                                       |
| 玉門街       | 玉門縣       | 甘肅省酒泉市玉門市                   | 大同區                            |                                                       |
| 安西街       | 安西縣       | 甘肅省酒泉市瓜州縣                   | 大同區                            |                                                       |
| 天水路       | 天水縣       | 甘肅省天水市                         | 大同區                            | [ 18 ] [ 19 ] [ 20 ]                                  |
| 華亭街       | 華亭縣       | 甘肅省平涼市華亭市                   | 大同區                            |                                                       |
| 涼州街       | 清涼州府     | 甘肅省武威市、金昌市一部、蘭州市一部 | 大同區                            |                                                       |
| 民樂街       | 民樂縣       | 甘肅省張掖市民樂縣                   | 大同區                            |                                                       |
| 永昌街       | 永昌縣       | 甘肅省金昌市永昌縣                   | 大同區                            |                                                       |
| 甘谷街       | 甘谷縣       | 甘肅省天水市甘谷縣                   | 大同區                            |                                                       |
| 甘州街       | 清甘州府     | 甘肅省張掖市                         | 大同區                            |                                                       |

#### 華中地區
| 華中地區列表 | 華中地區列表 | 華中地區列表                               | 華中地區列表                                     | 華中地區列表                                         |
| 路名         | 源自         | 現今地                                     | 行經地區                                         | 備註                                                 |
| 江蘇省       | 江蘇省       | 江蘇省                                     | 江蘇省                                           | 江蘇省                                               |
| ------------ | ------------ | ------------------------------------------ | ------------------------------------------------ | ---------------------------------------------------- |
| 金山南路     | 金山縣       | 上海市金山區                               | 中正區（一段） 大安區（二段）                    |                                                      |
| 金山北路     | 金山縣       | 上海市金山區                               | 中正區                                           |                                                      |
| 徐州路       | 徐州市       | 江蘇省徐州市                               | 中正區                                           |                                                      |
| 銅山街       | 銅山縣       | 江蘇省徐州市銅山區                         | 中正區                                           |                                                      |
| 鎮江街       | 鎮江縣       | 江蘇省鎮江市                               | 中正區                                           | 中華民國江蘇省省會                                   |
| 連雲街       | 連雲市       | 江蘇省連雲港市                             | 中正區                                           |                                                      |
| 丹陽街       | 丹陽縣       | 江蘇省鎮江市丹陽市                         | 中正區                                           |                                                      |
| 浙江省       |              |                                            |                                                  |                                                      |
| 杭州南路     | 杭州市       | 浙江省杭州市                               | 中正區（一段 、二段南向側） 大安區（二段北向側） | 中華民國浙江省省會                                   |
| 杭州北路     | 杭州市       | 浙江省杭州市                               | 中正區                                           | 中華民國浙江省省會                                   |
| 寧波東街     | 清寧波府     | 浙江省寧波市、舟山市一部                   | 中正區                                           | 民國十六~二十年間為寧波市                            |
| 寧波西街     | 清寧波府     | 浙江省寧波市、舟山市一部                   | 中正區                                           | 民國十六~二十年間為寧波市                            |
| 紹興南街     | 紹興縣       | 浙江省紹興市                               | 中正區                                           |                                                      |
| 紹興北街     | 紹興縣       | 浙江省紹興市                               | 中正區                                           |                                                      |
| 金華街       | 金華縣       | 浙江省金華市                               | 中正區、大安區                                   |                                                      |
| 麗水街       | 麗水縣       | 浙江省麗水市                               | 大安區                                           |                                                      |
| 永康街       | 永康縣       | 浙江省金華市永康市                         | 大安區                                           |                                                      |
| 溫州街       | 清溫州府     | 浙江省溫州市                               | 大安區                                           |                                                      |
| 瑞安街       | 瑞安縣       | 浙江省溫州市瑞安市                         | 大安區                                           |                                                      |
| 泰順街       | 泰順縣       | 浙江省溫州市泰順縣                         | 大安區                                           |                                                      |
| 青田街       | 青田縣       | 浙江省麗水市青田縣                         | 大安區                                           |                                                      |
| 龍泉街       | 龍泉縣       | 浙江省麗水市龍泉市                         | 大安區                                           |                                                      |
| 雲和街       | 雲和縣       | 浙江省麗水市雲和縣                         | 大安區                                           |                                                      |
| 長興街       | 長興縣       | 浙江省湖州市長興縣                         | 大安區                                           |                                                      |
| 舟山路       | 舟山群島     | 浙江省舟山市                               | 大安區                                           | 目前位於台灣大學校地範圍內                           |
| 嘉興街       | 嘉興縣       | 浙江省嘉興市                               | 大安區、信義區                                   |                                                      |
| 富陽街       | 富陽縣       | 浙江省杭州市富陽區                         | 大安區、信義區                                   |                                                      |
| 吳興街       | 吳興縣       | 浙江省湖州市                               | 信義區                                           |                                                      |
| 崇德街       | 崇德縣       | 浙江省嘉興市桐鄉市                         | 信義區                                           |                                                      |
| 安徽省       |              |                                            |                                                  |                                                      |
| 懷寧街       | 懷寧縣       | 安徽省安慶市懷寧縣                         | 中正區                                           |                                                      |
| 江西省       |              |                                            |                                                  |                                                      |
| 南昌路       | 南昌市       | 江西省南昌市                               | 中正區（共二段）                                 | 中華民國江西省省會；道路原名南昌街                   |
| 湖口街       | 湖口縣       | 江西省九江市湖口縣                         | 中正區                                           |                                                      |
| 牯嶺街       | 牯嶺         | 江西省九江市牯嶺                           | 中正區                                           | 台灣影史上的重要電影《牯嶺街少年殺人事件》即指此條路 |
| 湖北省       |              |                                            |                                                  |                                                      |
| 武昌街       | 武昌市       | 湖北省武漢市武昌區、青山區、洪山區、江夏區 | 中正區（一段） 萬華區（二段）                    | 中華民國湖北省省會                                   |
| 襄陽路       | 襄陽縣       | 湖北省襄陽市襄州區、襄城區                 | 中正區                                           |                                                      |
| 湖南省       |              |                                            |                                                  |                                                      |
| 長沙街       | 長沙市       | 湖南省長沙市                               | 中正區（一段） 萬華區（二段）                    | 中華民國湖南省省會                                   |
| 沅陵街       | 沅陵縣       | 湖南省懷化市沅陵縣                         | 中正區                                           |                                                      |
| 永綏街       | 永綏縣       | 湖南省湘西土家族苗族自治州花垣縣           | 中正區                                           |                                                      |
| 常德街       | 常德縣       | 湖南省常德市武陵區、鼎城區                 | 中正區                                           | 只有1號，就是台大醫院                                |
| 衡陽路       | 衡陽市       | 湖南省衡陽市                               | 中正區                                           |                                                      |
| 寶慶路       | 清寶慶府     | 湖南省邵陽市、婁底市一部                   | 中正區                                           |                                                      |
| 桃源街       | 桃源縣       | 湖南省常德市桃源縣                         | 中正區                                           |                                                      |
| 四川省       |              |                                            |                                                  |                                                      |
| 成都路       | 成都市       | 四川省成都市                               | 萬華區                                           | 中華民國四川省省會                                   |
| 峨眉街       | 峨嵋縣       | 四川省樂山市峨眉山市                       | 萬華區                                           |                                                      |
| 內江街       | 內江縣       | 四川省內江市                               | 萬華區                                           |                                                      |
| 隆昌街       | 隆昌縣       | 四川省內江市隆昌市                         | 萬華區                                           |                                                      |
| 酉陽街       | 酉陽縣       | 重慶市酉陽土家族苗族自治縣                 | 中正區                                           |                                                      |
| 秀山街       | 秀山縣       | 重慶市秀山土家族苗族自治縣                 | 中正區                                           |                                                      |

#### 華南地區
| 華南地區列表   | 華南地區列表          | 華南地區列表                                      | 華南地區列表                                               | 華南地區列表                                                                            |
| 路名           | 源自                  | 現今地                                            | 行經地區                                                   | 備註                                                                                    |
| 福建省         | 福建省                | 福建省                                            | 福建省                                                     | 福建省                                                                                  |
| -------------- | --------------------- | ------------------------------------------------- | ---------------------------------------------------------- | --------------------------------------------------------------------------------------- |
| 福州街         | 福州市                | 福建省福州市                                      | 中正區                                                     | 中華民國福建省省會                                                                      |
| 廈門街         | 廈門市                | 福建省廈門市                                      | 中正區                                                     |                                                                                         |
| 泉州街         | 清泉州府              | 福建省泉州市 、廈門市、福建省金門縣               | 中正區                                                     |                                                                                         |
| 晉江街         | 晉江縣                | 福建省泉州市晉江市                                | 中正區                                                     |                                                                                         |
| 永春街         | 永春縣                | 福建省泉州市永春縣                                | 中正區                                                     |                                                                                         |
| 惠安街         | 惠安縣                | 福建省泉州市惠安縣                                | 中正區                                                     |                                                                                         |
| 三元街         | 三元縣                | 福建省三明市三元區                                | 中正區                                                     |                                                                                         |
| 同安街         | 同安縣                | 福建省廈門市、龍海市一部及福建省金門縣            | 中正區                                                     |                                                                                         |
| 詔安街         | 詔安縣                | 福建省漳州市詔安縣                                | 中正區                                                     |                                                                                         |
| 金門街         | 金門縣                | 福建省金門縣                                      | 中正區                                                     | 仍為中華民國政府有效統治 原中華民國福建省政府所在地（現為行政院金馬聯合服務中心所在地） |
| 汀州路         | 清汀州府              | 福建省龍岩市一部及三明市一部                      | 萬華區（一段部分） 中正區（一段部分～三段） 文山區（四段） |                                                                                         |
| 長泰街         | 長泰縣                | 福建省漳州市長泰縣                                | 萬華區                                                     |                                                                                         |
| 浦城街         | 浦城縣                | 福建省南平市浦城縣                                | 大安區                                                     |                                                                                         |
| 廣東省         |                       |                                                   |                                                            |                                                                                         |
| 潮州街         | 清潮州府              | 廣東省潮州市 、揭陽市一部、汕頭市一部及梅州市一部 | 中正區                                                     |                                                                                         |
| 南海路         | 南海縣                | 廣東省佛山市南海區                                | 中正區                                                     |                                                                                         |
| 大埔街         | 大埔縣                | 廣東省梅州市大埔縣                                | 中正區、萬華區                                             |                                                                                         |
| 興寧街         | 興寧縣                | 廣東省梅州市興寧市                                | 萬華區                                                     |                                                                                         |
| 三水街         | 三水縣                | 廣東省佛山市三水區                                | 萬華區                                                     |                                                                                         |
| 廣西省         |                       |                                                   |                                                            |                                                                                         |
| 南寧路         | 南寧市 （未正式設置） | 廣西壯族自治區南寧市                              | 萬華區                                                     | 析邕寧縣置，國民政府時期未正式設市政府                                                  |
| 梧州街         | 梧州市 （未正式設置） | 廣西壯族自治區梧州市                              | 萬華區                                                     | 析蒼梧縣置，國民政府時期未正式設市政府                                                  |
| 柳州街         | 柳州市 （未正式設置） | 廣西壯族自治區柳州市                              | 萬華區                                                     | 析柳江縣置，國民政府時期未正式設市政府                                                  |
| 桂林路         | 桂林市                | 廣西壯族自治區桂林市                              | 萬華區                                                     | 中華民國廣西省省會                                                                      |
| 永福街         | 永福縣                | 廣西壯族自治區桂林市永福縣                        | 萬華區                                                     | 有觀點認為紀念 知名人物劉永福                                                           |
| 雲南省         |                       |                                                   |                                                            |                                                                                         |
| 昆明街         | 昆明市                | 雲南省昆明市                                      | 萬華區                                                     | 中華民國雲南省省會                                                                      |
| 大理街         | 大理縣                | 雲南省大理白族自治州                              | 萬華區                                                     |                                                                                         |
| 富民路         | 富民縣                | 雲南省昆明市富民縣                                | 萬華區                                                     |                                                                                         |
| 貴州省         |                       |                                                   |                                                            |                                                                                         |
| 貴陽街         | 貴陽市                | 貴州省貴陽市                                      | 中正區（一段） 萬華區（二段）                              | 中華民國貴州省省會                                                                      |
| 興義街         | 興義縣                | 貴州省黔西南布依族苗族自治州興義市                | 萬華區                                                     |                                                                                         |
| 長順街         | 長順縣                | 貴州省黔南布依族苗族自治州長順縣                  | 萬華區                                                     |                                                                                         |
| 海南特別行政區 |                       |                                                   |                                                            |                                                                                         |
| 文昌街         | 文昌縣                | 海南省文昌市                                      | 大安區                                                     | 中華民國海南特別行政區首府                                                              |

#### 西部地區
| 西部地區列表 | 西部地區列表 | 西部地區列表                                                 | 西部地區列表     | 西部地區列表                                   |
| 路名         | 源自         | 現今地                                                       | 行經地區         | 備註                                           |
| 西康省       | 西康省       | 西康省                                                       | 西康省           | 西康省                                         |
| ------------ | ------------ | ------------------------------------------------------------ | ---------------- | ---------------------------------------------- |
| 康定路       | 康定縣       | 四川省甘孜藏族自治州康定市                                   | 萬華區           | 中華民國西康省省會                             |
| 雅江街       | 雅江縣       | 四川省甘孜藏族自治州雅江縣                                   | 萬華區           |                                                |
| 西昌街       | 西昌縣       | 四川省涼山彝族自治州西昌市                                   | 萬華區           |                                                |
| 德昌街       | 德昌縣       | 四川省涼山彝族自治州德昌縣                                   | 萬華區           |                                                |
| 寶興街       | 寶興縣       | 四川省雅安市寶興縣                                           | 萬華區           |                                                |
| 武成街       | 武成縣       | 西藏自治區昌都市貢覺縣                                       | 萬華區           |                                                |
| 青海省       |              |                                                              |                  |                                                |
| 民和街       | 民和縣       | 青海省海東市民和回族土族自治縣                               | 萬華區           |                                                |
| 西寧南路     | 西寧市       | 青海省西寧市                                                 | 萬華區           | 中華民國青海省省會                             |
| 西寧北路     | 西寧市       | 青海省西寧市                                                 | 大同區           | 中華民國青海省省會                             |
| 貴德街       | 貴德縣       | 青海省海南藏族自治州貴德縣                                   | 大同區           |                                                |
| 新疆省       |              |                                                              |                  |                                                |
| 迪化街       | 迪化市       | 新疆維吾爾自治區烏魯木齊市                                   | 大同區（共二段） | 中華民國新疆省省會                             |
| 塔城街       | 塔城縣       | 新疆維吾爾自治區伊犁哈薩克自治州塔城地區                     | 大同區           |                                                |
| 哈密街       | 哈密縣       | 新疆維吾爾自治區哈密市                                       | 大同區           |                                                |
| 昌吉街       | 昌吉縣       | 新疆維吾爾自治區昌吉回族自治州                               | 大同區           |                                                |
| 伊寧街       | 伊寧縣       | 新疆維吾爾自治區伊犁哈薩克自治州伊寧縣                       | 大同區           |                                                |
| 景化街       | 景化縣       | 新疆維吾爾自治區昌吉回族自治州呼圖壁縣                       | 大同區           |                                                |
| 西藏地方     |              |                                                              |                  |                                                |
| 西藏路       | 西藏地方     | 西藏自治區及印度阿魯納恰爾邦、查謨和喀什米爾、拉達克（爭議） | 萬華區、中正區   | 該路命名之緣由為紀念聲援1959年的西藏抗暴運動。 |

### 古今人物姓名
| - 中山路：紀念中華民國國父孫中山。 - 中山南路在中正區。 - 中山北路分七段 - 逸仙路：紀念孫中山，號逸仙。 - 延平路：紀念延平郡王鄭成功。 - 延平南路在中正區。 - 延平北路分九段 - 林森路：紀念國民政府主席林森。 - 林森南路在中正區。 - 林森北路跨中山區及中正區（縱貫線鐵路以南部份）。 - 羅斯福路：紀念第32任美國總統小羅斯福，共分六段。 - 天祥路：紀念文天祥。 - 渭水路：紀念蔣渭水。（亦有觀點認為源自中國山川） - 永福路：紀念劉永福。（亦有觀點認為源自廣西省永福） | - 中正路：紀念總統蔣中正。位於士林區。 - 中正街：紀念蔣中正。位於北投區。 - 中山路：位於北投區，不分段、不分南北以與中山南北路區分。 - 雨農路：紀念戴笠將軍，字雨農。 - 雨聲街：紀念戴笠將軍，字雨農，雨農之聲。 - 克強路：紀念黃興，字克強。 - 至誠路：紀念王生明將軍，字至誠。 - 保儀路：因路旁木柵集應廟供奉保儀尊王張巡而得名。 |

### 歷史事件
- 凱達格蘭大道：紀念原居於台北盆地之原住民凱達格蘭族，原名介壽路。
- 辛亥路：紀念辛亥革命。位於大安區、中正區、文山區，共分七段。
- 光復路：意為「紀念台灣光復，獲得新生」。分光復北路、光復南路，位在松山區、大安區、信義區。
- 新生路：意為「紀念台灣光復，獲得新生」。分新生北路、新生南路，位在中山區、中正區、大安區。
- 一江街：紀念一江山事件，在道路中央的一江公園內豎立一江山事件紀念碑。
- 萬大路：慶祝萬大計畫完成。（萬華、大龍峒）
- 昆陽街：蔣中正於1957年11月28日舉行昆陽演習，「昆陽」兩字引自中國古代戰爭史上西漢末年綠林軍戰勝新朝軍的昆陽之戰。
- 莒光路：蔣中正於1952年發起毋忘在莒運動，鼓動反攻大陸的情緒。

### 古文、思想訓示
| 路名           | 源自                                  | 行經地區                                                                                            | 備註 |
| -------------- | ------------------------------------- | --------------------------------------------------------------------------------------------------- | ---- |
| 1947年命名     |                                       | |      |
| 中華路         | 中華                                  | 中正區（一、二段單號） 萬華區（一、二段雙號）                                                       |      |
| 愛國東路       | 愛國主義                              | 大安區、中正區部分                                                                                  |      |
| 愛國西路       | 愛國主義                              | 中正區                                                                                              |      |
| 建國南路       | 建國                                  | 中山區、大安區（一段） 大安區（二段）                                                               |      |
| 建國北路       | 建國                                  | 中山區（共三段）                                                                                    |      |
| 復興南路       | 復興                                  | 大安區、部分松山、中山區（一段） 大安區（二段）                                                     |      |
| 復興北路       | 復興                                  | 中山區、松山區                                                                                      |      |
| 博愛路         | 博愛                                  | 中正區                                                                                              |      |
| 民族東路       | 三民主義－民族                        | 中山區、松山區                                                                                      |      |
| 民族西路       | 三民主義－民族                        | 大同區、部分中山區                                                                                  |      |
| 民權東路       | 三民主義－民權                        | 中山區（一～二段、三段部分） 松山區（三段部分、四～五段） 內湖區（六段）                            |      |
| 民權西路       | 三民主義－民權                        | 大同區、部分中山區                                                                                  |      |
| 民生東路       | 三民主義－民生                        | 中山區（一～二段、三段部分） 松山區（三段部分、四～五段）                                           |      |
| 民生西路       | 三民主義－民生                        | 大同區、部分中山區                                                                                  |      |
| 忠孝東路       | 四維八德－忠孝                        | 中正區（一段～二段） 大安區（三段、四段部分） 信義區（四段部分、五段） 南港區（五段部分、六～七段） |      |
| 忠孝西路       | 四維八德－忠孝                        | 中正區（一段） 大同區（二段單號） 萬華區（二段雙號）                                                |      |
| 仁愛路         | 四維八德－仁愛                        | 中正區（一段～二段） 大安區（三段、四段部分） 信義區（四段部分）                                    |      |
| 信義路         | 四維八德－信義                        | 中正區（一段、二段單號） 大安區（二段雙號、三段、四段部分） 信義區（四段部分、五段～六段）          |      |
| 和平東路       | 四維八德－和平                        | 大安區（一段～二段、三段部分） 信義區（三段部分） 文山區（四段）                                    |      |
| 和平西路       | 四維八德－和平                        | 中正區（一段、二段部分） 萬華區（二段部分、三段）                                                   |      |
| 1968年以後命名 |                                       | |      |
| 三民路         | 三民主義                              | 松山區                                                                                              |      |
| 八德路         | 四維八德                              | 中正區（一段） 大安區（二段部分） 中山區（二段） 松山區（三、四段） 南港區（四段部分）              |      |
| 四維路         | 四維八德                              | 大安區                                                                                              |      |
| 莊敬路         | 莊敬自強                              | 信義區                                                                                              |      |
| 敬業一～四路   | 敬業樂群                              | 中山區                                                                                              |      |
| 樂群一～三路   | 敬業樂群                              | 中山區                                                                                              |      |
| 思源街         | 飲水思源，鄰近水源地                  | 中正區                                                                                              |      |
| 崇實路         | 崇高誠實，鄰近國防部，原名北安路501巷 | 中山區                                                                                              |      |

| 路名         | 源自                 | 行經地區 | 備註                                 |
| ------------ | -------------------- | -------- | ------------------------------------ |
| 自強街       | 莊敬自強             | 北投區   |                                      |
| 民權街       | 三民主義－民權       | 北投區   |                                      |
| 民族街       | 三民主義－民族       | 北投區   |                                      |
| 懷德街       | 畏威懷德             | 北投區   |                                      |
| 尊賢街       | 尊賢使能             | 北投區   |                                      |
| 行義路       | 隱居求志，行義達道。 | 北投區   |                                      |
| 崇仰路       | 崇拜仰慕             | 北投區   |                                      |
| 崇仰一～七路 | 崇拜仰慕             | 北投區   |                                      |
| 崇仰九路     | 崇拜仰慕             | 北投區   |                                      |
| 崇仁路       | 崇仁                 | 北投區   |                                      |
| 育仁路       | 育仁                 | 北投區   |                                      |
| 進賢路       | 國君進賢，如不得已。 | 北投區   |                                      |
| 奉賢路       | 敬奉賢人             | 北投區   | 一說為上海市奉賢縣（今上海市奉賢區） |
| 中和街       | 致中和               | 北投區   |                                      |
| 知行路       | 知行合一             | 北投區   |                                      |
| 立德路       | 三不朽               | 北投區   |                                      |
| 立功街       | 三不朽               | 北投區   |                                      |
| 中華街       | 中華文化復興運動     | 北投區   |                                      |
| 文化三路     | 中華文化復興運動     | 北投區   |                                      |
| 復興一～四路 | 中華文化復興運動     | 北投區   |                                      |
| 大同街       | 禮運大同             | 北投區   |                                      |
| 新生街       | 新生活運動           | 北投區   |                                      |
| 建國街       | 建國大業             | 北投區   |                                      |
| 大業路       | 建國大業             | 北投區   |                                      |
| 義理街       | 義理昭融             | 北投區   |                                      |
| 實踐街       | 篤實踐履             | 北投區   | 原石牌國中校地為白團(實踐學社)校地   |
| 中興路       | 少康中興、光武中興   | 北投區   |                                      |
| 中興街       | 少康中興、光武中興   | 士林區   |                                      |
| 美德街       | 美德                 | 士林區   |                                      |
| 和平路       | 四維八德－和平       | 士林區   |                                      |
| 建業路       | 建國大業             | 士林區   |                                      |
| 力行街       | 力行哲學             | 士林區   |                                      |
| 明德路       | 大學 三綱領          | 北投區   |                                      |
| 新民路       | 大學 三綱領          | 北投區   |                                      |
| 新民街       | 大學 三綱領          | 南港區   |                                      |
| 至善路       | 大學 三綱領          | 士林區   | 共三段                               |
| 格致路       | 格物致知             | 士林區   |                                      |
| 中庸一路     | 中庸                 | 士林區   |                                      |
| 中庸二路     | 中庸                 | 士林區   |                                      |
| 中庸五路     | 中庸                 | 士林區   |                                      |
| 仰德大道     | 仰德                 | 士林區   | 共四段                               |
| 仁民路       | 仁民愛物             | 士林區   |                                      |
| 光華路       | 光復中華             | 士林區   |                                      |
| 忠誠路       | 忠誠                 | 士林區   |                                      |
| 一心路       | 一心一德             | 北投區   |                                      |
| 一德街       | 一心一德             | 北投區   |                                      |
| 同德街       | 同心同德             | 北投區   |                                      |
| 同德路       | 同心同德             | 南港區   |                                      |
| 興中路       | 驅逐韃虜，復興中華。 | 南港區   | 華興會口號                           |
| 興華路       | 驅逐韃虜，復興中華。 | 南港區   | 華興會口號                           |
| 育英街       | 作育英才             | 文山區   |                                      |
| 集英街       | 桃李春風冠集英       | 文山區   |                                      |
| 新光路       | 重新光復             | 文山區   | 共二段                               |
| 行忠路       | 行忠愛               | 內湖區   |                                      |
| 行愛路       | 行忠愛               | 內湖區   |                                      |

### 祝福願景
| - 跨區幹道 - 市民大道：彰顯市民主義。分八段。 - 大安區 - 安和路：分二段，原為無分段，1980年2月1日「仁愛路四段105巷9-3號」整編為安和路10號（現為一段10號）；1991年8月5日原1至99號、2至102號整編為一段，101號（單號）、114號（雙號）以後的門牌整編為二段（2007年11月22日臺北市政府民政局廢止「安和路二段3號」的門牌（即為之前的安和路101號））。 - 樂利路 - 安居街 - 樂業街 - 松山區 - 健康路 - 吉祥路 - 內湖區 - 成功路：分五段。 - 康寧路：分兩段（一段、三段），原康寧路二段因拓寬道路，於1995年改名為金湖路。 - 新明路 - 安康路 - 永保街 - 康樂街 - 南港區 - 富康街 - 惠民街 | - 文山區 - 秀明路：分二段。 - 萬壽路 - 光輝路 - 久康街 - 永安街 - 開元街 - 士林區 - 福國路 - 大亨路 - 凱旋路 - 安平街 - 自祥街 - 幸福街 - 文昌路 - 和豐街 - 貴富街 - 華榮街 - 國泰街 - 國華街 | - 北投區 - 永興路：分二段。 - 長壽路 - 新興路 - 榮華一路 - 榮華二路 - 榮華三路 - 富貴一路 - 杏林一路 - 杏林二路 - 杏林三路 - 致遠一路 - 致遠二路 - 致遠三路 - 大興街 - 勝利街 - 雙全街 |

### 本地名稱
直接用當地地名：包括原住民社名、清代舊地名（庄）、日本統治時期大字、小字，街、町、村，或當地里名等。

| - 原住民社名： - 塔悠路：源自塔塔悠社。 - 北投路：源自北投社。分二段。 - 吉利街：源自奇里岸社（清：唭里岸）。 - 社子街：源自麻少翁社聚落（清：社子）。 - 舊宗路：源自里族社（清：舊里族）。分二段。 - 大龍街：源自巴琅泵社（清：大龍峒）。 - 街庄：（「街庄」之稱可參見地號）。 - 淡水廳（1762年） - 大屯路：源自淡水堡大屯庄。 - 關渡路：源自干豆庄。 - 艋舺大道：源自艋舺渡街。 - 萬盛街：源自萬盛庄。 - 朱崙街：源自朱厝崙庄（原名周厝崙）。 - 內湖路：源自內湖庄。分三段。 - 南港路：源自南港仔庄。分三段。 - 淡水廳（1871年） - 大安路：源自大加臘堡大灣庄。分二段。 - 劍潭路：源自芝蘭堡劍潭庄。 - 社子街：源自芝蘭堡社仔庄。 - 木柵路：源自拳山堡木柵庄。分五段。 - 溪口街：源自拳山堡溪仔口庄。 - 公館街：源自拳山堡公館街。 - 台北廳 - 興雅路：源自大加蚋堡興雅庄。 - 中坡南北路：源自大加蚋堡中陂庄。 - 東新街：源自大加蚋堡東新庄仔庄（原名新庄仔庄）。 - 三重路：源自大加蚋堡三重埔庄。 - 舊莊街：源自大加蚋堡南港舊庄。 - 大坑街：源自大加蚋堡南港大坑庄。 - 大直街：源自芝蘭一堡大直庄。 - 福德路：源自芝蘭一堡福德洋庄。 - 洲美街：源自芝蘭一堡洲尾庄。 - 石牌路：源自芝蘭二堡石牌庄。分二段。 - 竹子湖路：源自芝蘭二堡竹仔湖庄。 | - 其他清代舊地名： - 雙連街：源自舊地名雙連陂。 - 下樹林街：源自舊地名下樹林。 - 後港街：源自舊地名後港墘。 - 葫蘆街：源自舊地名葫蘆堵。 - 莊頂路：源自舊地名莊頂仔。 - 公舘路：源自舊地名公舘。 - 湖底路：源自舊地名湖底。 - 五分街：源自舊地名五份。 - 港墘路：源自舊地名港墘。 - 洲子街：源自舊地名洲仔。 - 石潭路：源自舊地名石壁潭。 - 麗山街：源自舊地名山踋。 - 溪洲街：源自舊地名溪洲。 - 景美街：源自舊地名梘尾。 - 下崙路：源自舊地名下崙尾。 - 中崙路：源自舊地名中崙尾。 - 樹林路：源自舊地名樹林內。 - 郡： - 七星街：源自七星郡。 - 町及大字： - 東園街：源自臺北市東園町。 - 西園路：源自臺北市西園町。分二段。 - 松山路：源自七星郡松山庄。 - 小字地名： - 德行東西路：源自士林街湳雅德行。 - 美崙街：源自士林街福德洋洲尾頭。 - 新安路：源自士林街公館地新安。 - 磺田路：源自北投街北投磺田仔。 - 當地里名： - 中山區：中原街。 - 大安區：通安街。 - 信義區：大道路。 - 士林區：前港街、福志路、東山路。 - 社子：倫等街、永平街、社中街、社正路、葫東街。 - 北投區：建民路、裕民路、立農街、吉利街、清江路、立賢路、開明街、豐年路、中心街、中央南北路、稻香路、湖山路。 - 內湖區：瑞光路、港華街、大湖街。 - 南港區：中南街、東明街。 - 文山區：樟新街、和興路、興德路。 - 其他： - 雙園街：第四期行政區調整前舊區名。 - 天母路：1933年出現之地名。 |

### 自然景觀
| - 聖景路：干豆門河海水激盪聖景。 - 溫泉路：北投溫泉區。 - 湯元巷：北投溫泉地熱谷的源頭（日語稱湯元）。 - 泉源路：北投溫泉區。 - 幽雅路：北投溫泉清靜幽雅。 - 基河路：瀕臨基隆河舊河道。 - 堤頂大道：位於基隆河堤頂。分二段。 - 環山路：環繞內湖金面山。 - 環河北路：濱臨淡水河。 - 環河南路：濱臨淡水河。 - 松河街：松山瀕臨基隆河處。 - 磺溪街：瀕臨磺溪邊。 - 雙溪街：瀕臨外雙溪邊。 - 臨溪路：瀕臨外雙溪邊。 | - 磺港路：瀕臨磺港溪邊。 - 紗帽路：環繞紗帽山。 - 陽明路：陽明山。 - 仙岩路：通往仙跡巖。 - 登山路：通往北投中正山（十八份山）之道路。 - 向陽路：位於南港區。 - 秀山路：貴子坑山又名秀山。 - 奇岩路：沿路頗多奇岩巨石。 - 東昇路：日出東昇。 - 安泰街：瀕臨安泰溪、內溝溪邊。 - 富山路：西側是名為虎仔山的小山丘。 |

### 地標景點
| - 市府路：台北市政府前。 - 試院路：考試院旁。 - 振興街：振興醫院旁。 - 館前路：國立台灣博物館前。 - 故宮路：國立故宮博物院附近。 - 公園路：新公園，今二二八和平紀念公園東側。 - 青年路：位於青年公園旁。 - 研究院路：往中央研究院的主要幹道，共四段。 - 師大路：國立台灣師範大學旁。 - 政大一～三街：在國立政治大學附近。 - 學園路：國立台北藝術大學、台北城市科技大學旁。 - 華岡路：中國文化大學別稱華岡，係通往該校主要道路。 - 復興一～四路：在復興高中附近。 - 士商路：士林高商旁。 - 珠海路：珠海高商（今薇閣高中）旁。（亦有觀點認為源自廣東省珠海市） - 文德路：文德女中附近。 - 義方街：義方國小附近，原名大屯街，因易與大屯路混淆於1992年更名。 - 士東路：士東國小附近。 | - 指南路：往指南宮的主要道路。 - 金龍路：往金龍寺的主要道路。 - 碧山路：通往碧山巖的主要道路。 - 行善路：往行善宮的主要道路。 - 劍南路：往劍潭寺的主要道路。 - 植福路：往植福宮的主要道路。 - 興南街、興東街：往興南宮的主要道路。兩路於1991年本路因南港高工校地分隔前合稱興南路。 - 萬慶街：位於萬慶巖清水祖師廟旁得名。 - 福興路：位於景美福興宮旁得名。 - 忠順街：忠順廟為木柵當地信仰中心。 - 三合街：鄰近三合萬壽祠得名。 - 福山街：相鄰汐止福山巖顯應廟。 - 大湖山莊街：大湖山莊。 - 中社路：中央社區。 - 國興路：國興國宅社區。 - 忠勇街：鄰近忠勇新村。 - 忠義街：鄰近忠義一～三村。 - 重三路：鄰近重三新村。 - 一壽街：鄰近一壽新村。 - 臥龍街：位於臥龍新村。 - 凌雲街：鄰近凌雲五村。 - 翠山街：鄰近翠山莊社區。 - 宜山路：翠宜山莊。 - 新中街、新東街：位於民生東路新社區的中間和東邊。 |

#### 其他地標景點
- 經貿路：在南港經貿園區重劃區內。
- 園區街：在南港軟體園區旁。
- 經園街：在南港經貿園區內。
- 水源路：原台北市自來水源地旁。
- 芳蘭路：市定古蹟芳蘭大厝（義方居）旁。
- 車前路：舊台鐵景美車站前。
- 敦南街：原基隆路三段4巷，因離敦化南路不遠而由當地住戶提請改名，於2006年5月起獲市政府同意更名。[42]
- 恆光街：連接恆光橋而命名。
- 新市街：北投市場[43]。
- 愛富一街、愛富二街、愛富三街：「愛富」是由英文字母「F」的音譯而來，因此區原為駐台美軍宿舍（F區）所在地。

- 菸廠路：位於松山菸廠北側，原為光復南路89巷，於2013年6月1日整編為菸廠路[44]。

### 組合型

#### 地名衍伸的字輩
- 松山地區「松」字輩：松河街、松信路等。以下路名雖位於信義區，但因其舊屬松山區，故仍沿用「松」字輩命名。[45]
  - 南北向由西到東分別為：松智路、松仁路、松勇路、松信路、松德路、松山路。
  - 東西向由北到南分別為：松隆路、松高路、松壽路、松廉路、松勤街、松平路。
- 福德洋地區「福」字輩：福德路、福榮街、福壽街、福志路、福林路。
- 葫蘆堵地區「葫」字輩：葫東街、葫蘆街。
- 社子地區「社」字輩：社子街、社中街、社正路。
- 內湖地區「湖」字輩：東湖路、文湖街、大湖街、瑞湖街、金湖路、基湖路、新湖一～三路及康湖路等。
- 景美地區「景」字輩：
  - 南北向由西到東分別為：景福街、景文街、景美街、景後街、景興路、景豐街。
  - 東西向由南到北分別為：景中街、景華街、景仁街、景隆街、景明街。
- 萬芳社區「萬」字輩：萬芳路、萬美街、萬和街、萬利街、萬安街、萬樂街、萬寧街。
- 士林區華聲電台附近：華聲街、華榮街、華光街、華興街。
- 信義區挹翠山莊內：青雲街、景雲街、祥雲街、紫雲街、瑞雲街。
- 北投區翠宜山莊內：翠宜街、翠華街、翠嶺街、翠雲街。

#### 兩端地名組合
| 用到兩個地方的地名或路名，各取一個字： - 木新路（木柵－新店） - 南深路 （南港－深坑） - 深南路 （深坑－南港） - 陽金公路（陽明山－金山） - 陽投公路（陽明山－北投） - 松隆路（松山－基隆路） - 安美街（安康路－潭美街） - 天玉街（天母－玉潮坑，小字） - 芝玉路（芝山岩－玉潮坑，小字） - 星雲街（紫星里－紫雲里） - 陽光街（紫陽里－瑞光里） | - 潭美街（石壁潭－洲尾） - 重陽路（南港三重埔－向陽路） - 成福路（玉成街－福德街） - 基湖路（基隆河－北勢湖，今西湖） - 大度路（大業路－關渡） - 福林路（永福－林仔口，皆為大字） - 永公路（永福－公館地，皆為大字） - 老泉街（待老坑－阿泉坑） - 平菁街（坪頂－菁礐） - 菁山路（菁礐－山仔） | - 雙和街（雙園－新和里） - 福港街（福華里－後港里） - 華齡街（福華里－百齡里） - 崗山路（復興崗－忠義山） - 明溪街（陽明山－外雙溪） - 石仙路（石頭厝－仙窟） - 興隆路（興福－萬隆） - 興順街（興福－順天宮） | - 三福街（三塊厝－興福） - 福華路（福國路－德華里） - 東陽街（東華街－陽映新村） - 中華路（城中－萬華） - 萬青街（萬大路－青年路） - 港東街（南港路－環東大道） - 振華街（振興醫院－華興街） - 民善街（民權東路－行善路） - 通安街（通化街－安和路） - 信安街（信義區－大安區） - 東興街（頂東勢－興雅） |

#### 其它
- 如士林地區以「大、小」及「東、西、南、北」組合成八條互相交錯的街路：
  - 大東路、小東街、大西路、小西街、大南路、小南街、大北路、小北街。
- 士林舊街地區另有以「前街」及「後街」為名的街道。
- 大直重劃區以「敬業」為經、「樂群」為緯搭配數字組合成七條棋盤狀道路。
- 北投區榮華里以「富貴」為經、「榮華」為緯搭配數字組合成四條棋盤狀道路。
- 北投石牌地區以淡水線分成東華街、西安街。
- 南港車站附近：興中路、興華路。配對形成復興中華，和興南路無關。

### 特殊功能道路

#### 產業道路
- 中正山產業道路：自中正山至竹子湖路。
- 金龍產業道路：自內湖路三段底至碧山路。
- 碧溪產業道路：自碧山路至至善路。
- 雙溪產業道路：自至善路至萬溪產業道路。
- 萬溪產業道路、萬溪右線產業道路、萬溪左線產業道路：汐止、內湖、士林交界區。
- 猴洞產業道路：自中山北路七段219巷至路底四根紅色鐵柱與藍色鐵皮屋止，山路可通往文化大學山區。
- 下東勢產業道路：自東山路至文化大學後門。

#### 戰備道路
- 中湖戰備道路：自陽金公路至菁山路，平日開放。
- 擎天崗戰備道路：自擎天崗至中湖戰備道路，平日開放，擎天崗端還留有民國六十一年埔光部隊附一之一所設立的擎天崗立牌。
- 竹子山戰備道路：自竹子山至陽金公路，平日不開放，遇陽明山國家公園路跑活動或蝴蝶季會開放。
- 小觀音山戰備道路：自小觀音山主峰至巴拉卡公路，平日不開放，沿途有台視、中視、華視、警廣等各媒體轉播站，本戰備道路位於區界上。

### 其他道路
- 華西街：說明艋舺街道以中國西南各地命名的規則。[46]
- 東南街：以相對於中南街的方向命名。[47]
- 江南街：原名濱江南路。
- 環東大道：連環台北市東區之道路。
- 士林區陽明山新命名道路[48]
  - 草東街
  - 建賢街：原為永公路245巷34弄的一部分。
  - 富館街
- 內湖區新命名道路
  - 金莊路
  - 金豐街
  - 新富街
  - 新豐街
- 士林科學園區新命名道路
  - 福美路：福國路－洲美街
  - 福善路：福國路－
  - 承信路：承德路－
  - 承平路：承德路－
  - 文承路：文林北路－承德路
  - 承美路：承德路－洲美街
  - 河美街：
  - 承和路：
  - 承真街：
  - 福真路：
  - 軟橋街：
- 命名原因不明
  - 西園街：位於北投區。
  - 新園街：位於士林區。
  - 大光街：位於士林區。

### 巷弄
- 「文字」巷：由於各巷屬於台北市1968年併入轄區前各鄉鎮所命名，故與現在大多數以數字命名之巷子有別。其中有些巷子的命名是有其典故的，例如「銀光巷」的命名，悉取該巷頭尾著名單位各一字。因為該巷巷子口一帶，當時的土地和建築，多屬於臺灣銀行所有；巷子尾一帶，則是善光寺。銀光巷為溫泉路之巷弄，以「銀光巷」為例，其地址應寫作「台北市北投區溫泉路銀光巷20號」
  - 位於北投區境內：
    - 溫泉路：天主巷、湯元巷、銀光巷
    - 大屯路：光華一巷、光華二巷、光華三巷、光華四巷
    - 大度路：怡和巷
    - 中和街：新建巷、錫安巷
    - 光明路：新生巷
    - 泉源路：華南巷
    - 新民路：康樂巷、香丘巷
    - 幽雅路：杏林巷

  - 位於士林區陽明山華岡地區：
    - 愛富二街：厚生巷、樂生巷。
    - 愛富三街：長生巷。

#### 別名巷弄
別名巷弄具有名字，但其路名不具任何民政效力之巷弄。
- 麟洋路: 即中山國中校門口復興北路361巷，紀念該校校友王齊麟與李洋於東京奧運與巴黎奧運拿下奧運金牌。[49]
- 雲門巷：即復興北路231巷。[50]
- 自由巷：即民權東路三段106巷3弄。[51]
- 藝術家巷：即懷寧街108巷。[52][53]
- 新舞臺巷：位於新舞臺和松壽公園之間小巷弄。[54]
- 漢聲巷：即台北市八德路四段72巷16弄。[55]
- 易牙巷：位於南機場夜市中央巷弄。
- 美國街：昆明街96巷，因販賣美國風商品得名。

## 註解
1. 1 2  .   [2013-07-23]. （原始内容存档于2013-10-21）.
2. ↑  〈除去日本色彩省垣改正街路名稱〉《民報》（1946年1月1日，第4版）
3. ↑  各縣市街道名稱改訂－臺北市街道新舊名稱對照表呈送案[永久]
4. ↑  〈除去日本色彩省垣改正街路名稱〉《民報》（1946年1月1日，第4版）
5. ↑  〈臺北市新舊路名對照表〉《臺灣省行政長官公署公報》（36:春:10，1947年1月15日，頁160） （页面存档备份，存于）
〈臺北市新舊路名對照表〉《臺灣省行政長官公署公報》（36:春:11，1947年1月16日，頁176）[]
〈臺北市新舊路名對照表〉《臺灣省行政長官公署公報》（36:春:12，1947年1月17日，頁191-192） （页面存档备份，存于）
6. ↑  上海路一段1號至41號改編為林森南路1號至105號；上海路二段1號至33號改編為林森南路111號至145號。
7. ↑  林森北路1號至32號
8. ↑  林森北路442號至470號
9. ↑  .   [2012-05-22]. （原始内容存档于2012-04-29）.
10. ↑  .   [2013-08-21]. （原始内容存档于2021-12-19）.
11. ↑  百齡三路的門牌為百齡路一段
12. ↑  .   [2014-06-28]. （原始内容存档于2014-07-14）.
13. ↑  1961年10月1日改編為新坡、四分。
14. 1 2  本路原稱復興新村，於1973年5月15日整編。
15. ↑  1967年6月15日由德信路改編。
16. ↑  本路原稱建業新村，於1973年5月15日整編。
17. ↑  1908年西本願寺創立感化院-財團法人臺北成德學院，1922年改稱臺灣總督府成德學院，1934年改組為救濟院-臺灣總督府少年教護院，1945年改稱臺灣省立臺北救濟院，1985年遷至新店屈尺路83號-臺北仁愛之家。成德學院舊址臺北市政府於1993年設修德國小，1991年設成德國中。
18. ↑  日治初期稱建成街，後改隸建成町一丁目。中華民國接管臺灣後由於臺灣民眾黨本部設立此處，1946年改稱渭水街，以紀念蔣渭水。1947年，改稱天水街。1970年以後，拓寬為16公尺，改稱天水路。
19. ↑  黃淑清：《臺北市路街史》（臺北市文獻委員會）（1985年4月），頁259。
20. ↑  政府公報資訊網－臺灣省行政長官公署公報－臺北市新舊路名對照表（續）[]，1947年1月16日出版，頁176。
21. ↑  中山路是一貫的官方叫法，稱呼整條路時用之，參見《台北市路街史》
22. ↑  國父紀念館於1972年5月16日竣工，其旁聯絡道路於1972年7月完工，故取名孫中山字號「逸仙」。本說法來自《台北市路街史》但逸仙路依然是紀念孫中山
23. ↑  安和路一段10號 （页面存档备份，存于）的變動、安和路二段80號 （页面存档备份，存于）的變動，臺北市政府民政局門牌整合檢索
24. ↑  怪路一籮筐 「一段接三段全巷都雙號」 （页面存档备份，存于），
25. ↑  康寧醫院與康寧重劃區是因康寧路而定名
26. ↑  《乾隆台灣輿圖》及《續修台灣府志》皆出現有地名『周厝崙』，直到清光緒年間的《淡水縣輿圖略說》才變為『朱厝崙』
27. ↑  東園、西園是日本町名，當地漢人居住地名是加蚋仔，松山是日本大字地名，當地漢人居住地名是錫口街
28. ↑  前港里1973年由後港里分出，前港街原為後港街51巷，1989年改為前港街。
29. ↑  在日治時期，此地區仍稱作唭哩岸，立農里設立於1946年，1972年才有立農街。
30. ↑  大湖源自村里名，十四份埤是當地舊地名，兩者較大湖公園早。
31. ↑  .   [2012-01-29]. （原始内容存档于2016-03-05）.
32. ↑  臺北市親山步道主題網[永久]
33. ↑  臺灣地區地名整合檢索系統－虎仔山[永久]
34. ↑  士東國小成立於1946年，士東路則是於1992年由「中十六路」更名為士東路。
35. ↑  金龍寺需透過內湖路三段256巷方能抵達，金龍路為山腳下之道路
36. ↑  行善一名與行善里來源一樣，皆由於新明路520號行善宮而來，http://www.neihu.taipei.gov.tw/e_basicli/E1/e1_into.asp#26 的存檔，存档日期2006-12-25.
37. ↑  植福宮位於大直重劃區內，植福路為當初中山戶政所命名時，基於植福宮為當地信仰中心，因此先行命名
38. ↑  因為松山與汐止間北基公路舊路，1961年－1968年間稱南港舊路（台5線新線命名南港路）
39. ↑  1973年，因磺港道路及大豐公園開闢所需，經地方信眾參議後，集北投屠宰場旁、清江路一一三巷底磺港溪旁、延壽橋邊等三處有應公祠堂，合建於一處。並經莊民樂捐出資，由洪蚶目大德及陳海砂大德統籌辦理，合建於磺港溪岸上延壽橋旁。故名為三合萬壽祠。（三處有應公祠廟合建一處）
40. ↑  國興路原為克難街，在1993年2月道路改名之前，國興國宅於1982年就已落成。
41. ↑  .   [2012-01-29]. （原始内容存档于2018-10-05）.
42. ↑  台北市大安區戶政事務所公告本區「基隆路3段4巷」命名為「敦南街」。 的存檔，存档日期2009-06-15.
43. ↑  北投區溫泉鄉風情 （页面存档备份，存于）
44. ↑  臺北市信義區戶政事務所[永久]
45. ↑  信義區公所——信義計劃區未來新展望 的存檔，存档日期2009-06-15.
46. ↑  .   [2006-12-11]. （原始内容存档于2007-09-27）.
47. ↑  .   [2012-01-29]. （原始内容存档于2009-02-08）.
48. ↑  草東街、建賢街、富館街位置圖
49. ↑  .   [2024-08-16]. （原始内容存档于2024-09-21）.
50. ↑  馬英九為雲門巷定名
51. ↑  2012年8月於台灣解嚴25周年掛牌，將鄭南榕自焚處巷弄設立別名，讓年輕世代不忘台灣爭取言論自由的艱辛。
52. ↑  2005年6月，《藝術家》雜誌獲得台北市文化局的譽揚，將雜誌社所在的台北市重慶南路一段147號旁小巷道，取名為「 藝術家巷 」。
53. ↑  藝術家雜誌網站 的存檔，存档日期2013-05-29.
54. ↑  新舞臺網站[永久]
55. ↑  .   [2013-06-10]. （原始内容存档于2013-04-09）.